# Rosengewächse
Die Rosengewächse (Rosaceae) sind eine Pflanzenfamilie in der Ordnung der Rosenartigen (Rosales) innerhalb der Kerneudikotyledonen. Die etwa 3000 Arten sind fast weltweit verbreitet, mit Schwerpunkt auf der Nordhalbkugel. Zur Familie gehören neben den namensgebenden, als Zierpflanzen genutzten Rosen (Rosa) auch viele bekannte Obstarten wie Apfel, Birne, Brombeeren, Erdbeeren und Himbeere sowie das Steinobst mit Kirschen, Zwetschge, Pflaume, Aprikose (auch Marille oder Malete), Pfirsich, Mandel und anderen.

## Beschreibung

### Vegetative Merkmale
Die Vertreter der Rosengewächse sind Bäume, Sträucher oder krautige Pflanzen, wobei die strauchförmige Wuchsform als die ursprüngliche innerhalb der Familie angesehen wird. Große Bäume mit Wuchshöhen von 25 bis 30 Meter sind selten und treten nur in wenigen Gattungen (wie Eriobotrya, Sorbus, Prunus) auf. Holzige Pflanzen können immergrün oder laubwerfend sein. Manche Sippen besitzen Sprossdornen. Stacheln sind in manchen Gattungen häufig, besonders bei Rosa und Rubus. Krautige Vertreter sind meist ausdauernd und bilden unterirdische, vertikale Rhizome oder horizontale Wurzelstöcke als Überdauerungsorgane.
Die Laubblätter sind meist wechselständig. Bei der Blattform gilt die einfache Blattspreite als die in der Familie ursprüngliche Form, zusammengesetzte Blattspreiten gelten als abgeleitet. Zusammengesetzte Blattspreiten sind meist paarig oder unpaarig gefiederte Blätter und kommen in rund 30 Gattungen vor. Gegenständige Blätter kommen nur in den Gattungen Coleogyne, Rhodotypos und Lyonothamnus vor. Das Vorhandensein von Nebenblättern gilt als ursprüngliches Merkmal. Bei den Spiraeoideae kam es in mehreren Entwicklungslinien unabhängig voneinander zum Verlust der Nebenblätter. Die Nebenblätter sind häufig am Grund mit dem Blattstiel verwachsen. Am apikalen Ende des Blattstiels sitzen meist zwei Drüsen. Der Blattrand ist häufig gesägt, selten ganzrandig. Bei einigen Gattungen wurden Wasserspalten beziehungsweise Guttation beobachtet. Im Holz besteht das Grundgewebe vorwiegend aus Fasertracheiden, seltener auch aus Libriformfasern.

### Blütenstände und Blüten

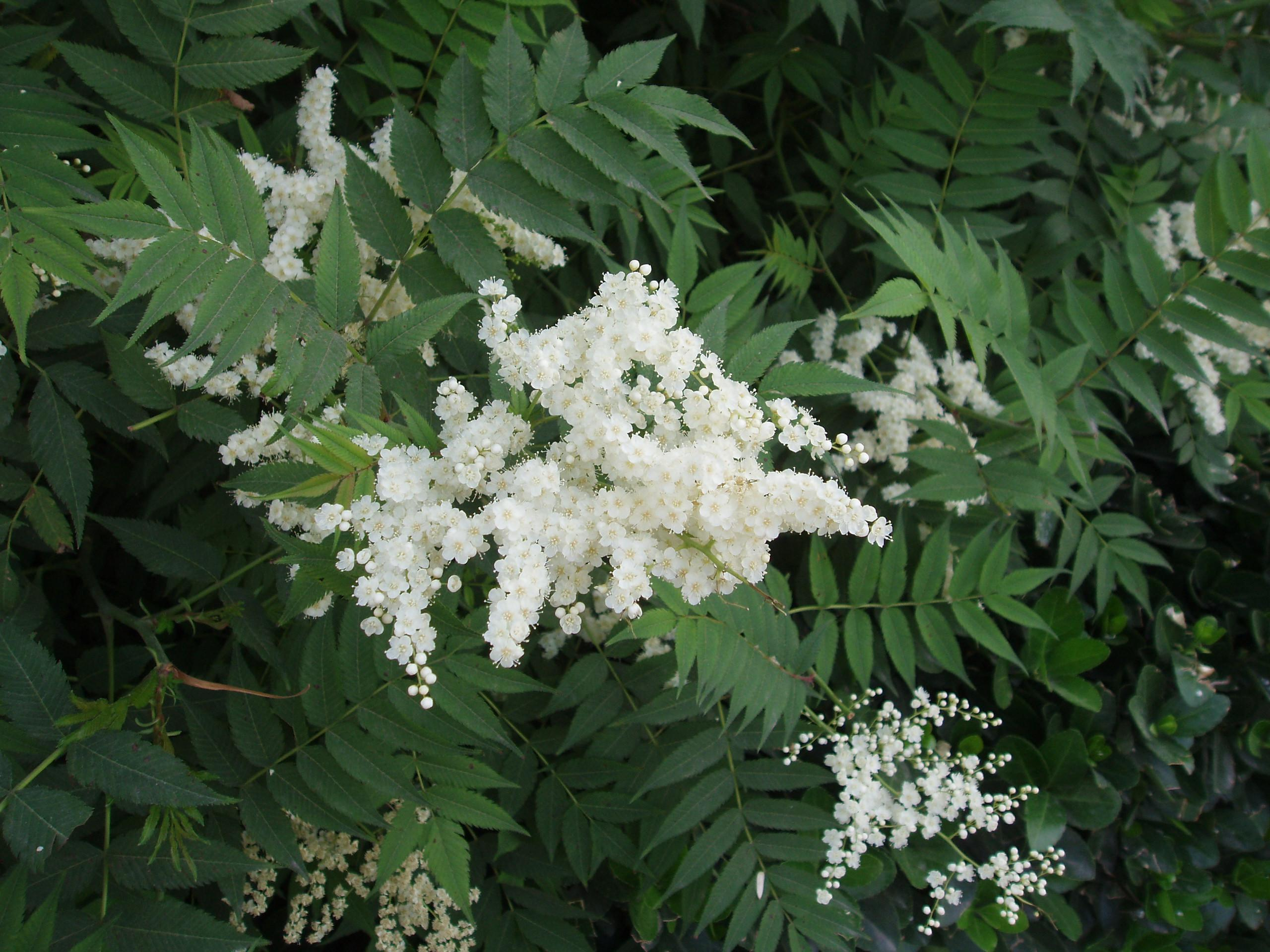
Sibirische Fiederspiere (Sorbaria sorbifolia), Tribus Sorbarieae

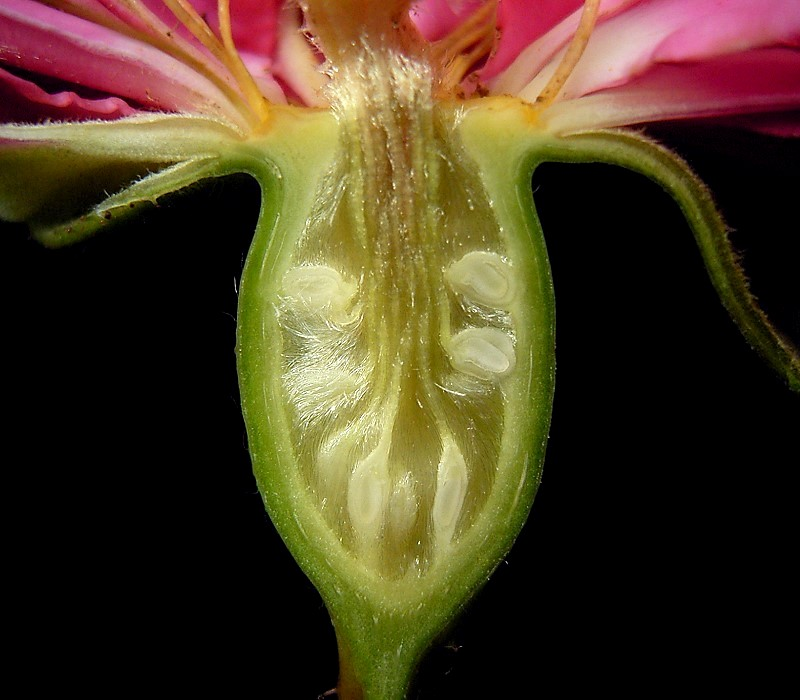
Längsschnitt durch den Blütenbecher einer Rose

Die Blüten stehen vorwiegend in traubigen oder rispigen Blütenständen, Ähren, Köpfchen, einzeln stehende Blüten sind selten.
Die Blüten sind radiärsymmetrisch und meist zwittrig, nur selten durch Reduktion eingeschlechtig. Ein Blütenbecher (Hypanthium) ist stets vorhanden und unterschiedlich stark ausgeprägt. In der Regel ist eine doppelte Blütenhülle vorhanden, Kelch und Krone sind meist fünfzählig. Die Kelchblätter sitzen am Rand des Blütenbechers und sind eher klein. Manchmal wird auch ein Außenkelch gebildet. Die Kronblätter sind meist auffällig, die vorwiegende Farbe ist weiß, in einigen Gruppen auch gelb. Das Fehlen der Kronblätter wie beispielsweise bei der Gattung Sanguisorba ist ein abgeleitetes Merkmal und tritt meist bei windbestäubten Gruppen auf.
Bei den Staubblättern gilt eine Zahl von über 10 bis viele als ursprünglich (sekundäre Polyandrie), sekundär gibt es auch weniger. Häufig sind es rund 20. Sie sind stets frei und nicht miteinander verwachsen. Von den Fruchtblättern sind sie meist durch einen Nektar absondernden Diskus getrennt. Die Pollenkörner sind bei der Freisetzung zweizellig und treten einzeln als Monaden aus. Sie sind eher kugelig, im Allgemeinen tricolporat (weisen drei Keimfurchen/-poren auf) und mit langen Furchen.
Bei den Fruchtblättern gilt die Zahl von eins bis fünf als ursprünglich, es können auch viele sein. Die Fruchtblätter sind frei (apokarp) oder unecht verwachsen. Sie sitzen dem Blütenboden auf (etwa Erdbeeren) oder sie sind vom vertieften Blütenbecher umgeben (etwa Rosen) oder mit diesem verwachsen (etwa Äpfel). Es gibt alle Übergänge von oberständigem zu unterständigem Fruchtknoten. Pro Fruchtblatt gibt es meist zwei anatrope Samenanlagen, die ein oder zwei Integumente besitzen, seltener – bei ursprünglichen Sippen – auch mehrere Samenanlagen. Der Embryosack entwickelt sich nach dem Polygonum-Typ, der Embryo nach dem Asterad-Typ. Die Griffel sind mit Ausnahme einiger Vertreter der Tribus Pyreae frei.
Die für die meisten Arten zutreffende Blütenformel lautet somit: {\displaystyle \star K_{5}\ \;C_{5}\;A_{\infty }\;G_{{\infty }-{5}-{1}}}

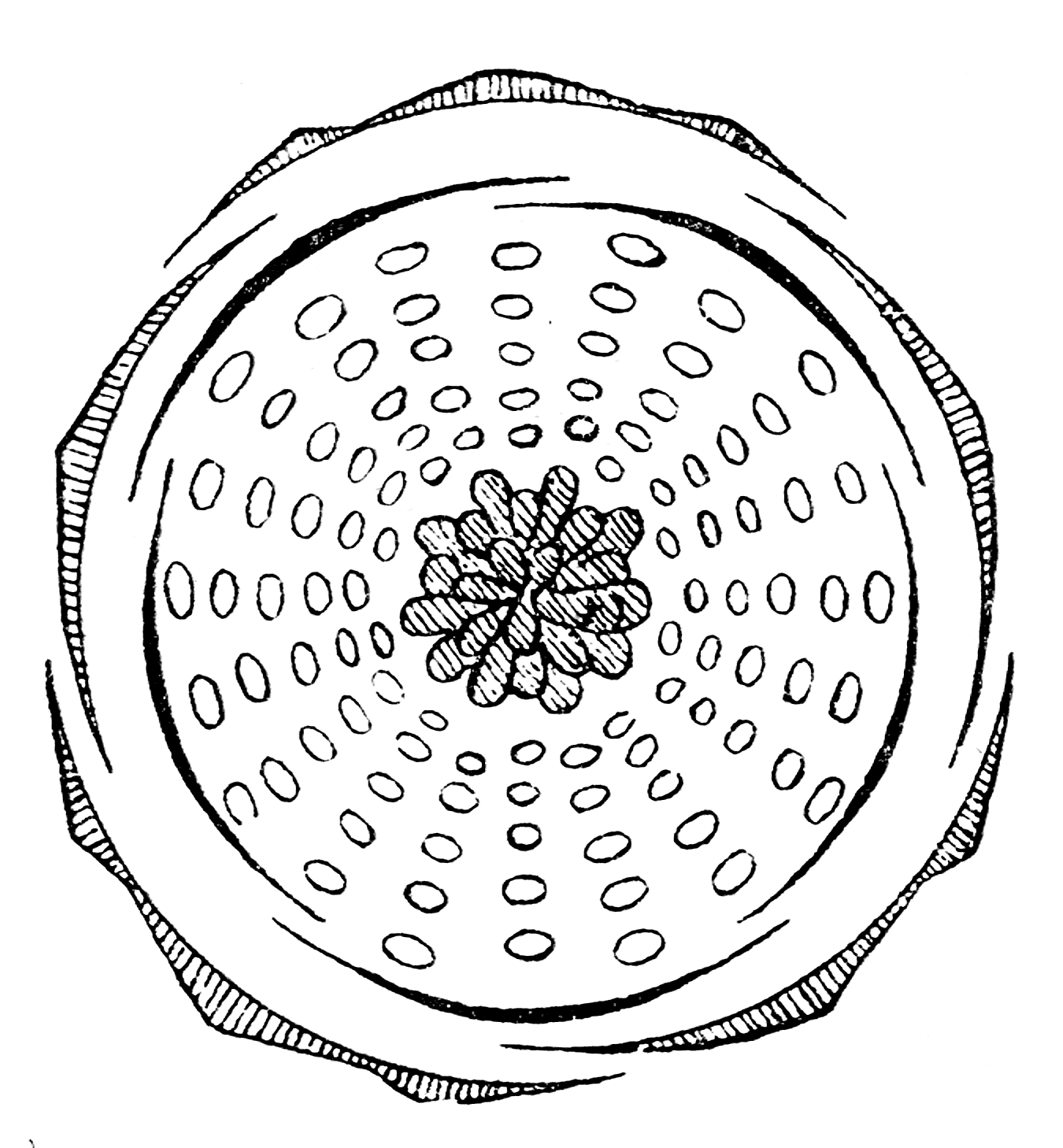
Blütendiagramm von Rosa tomentosa
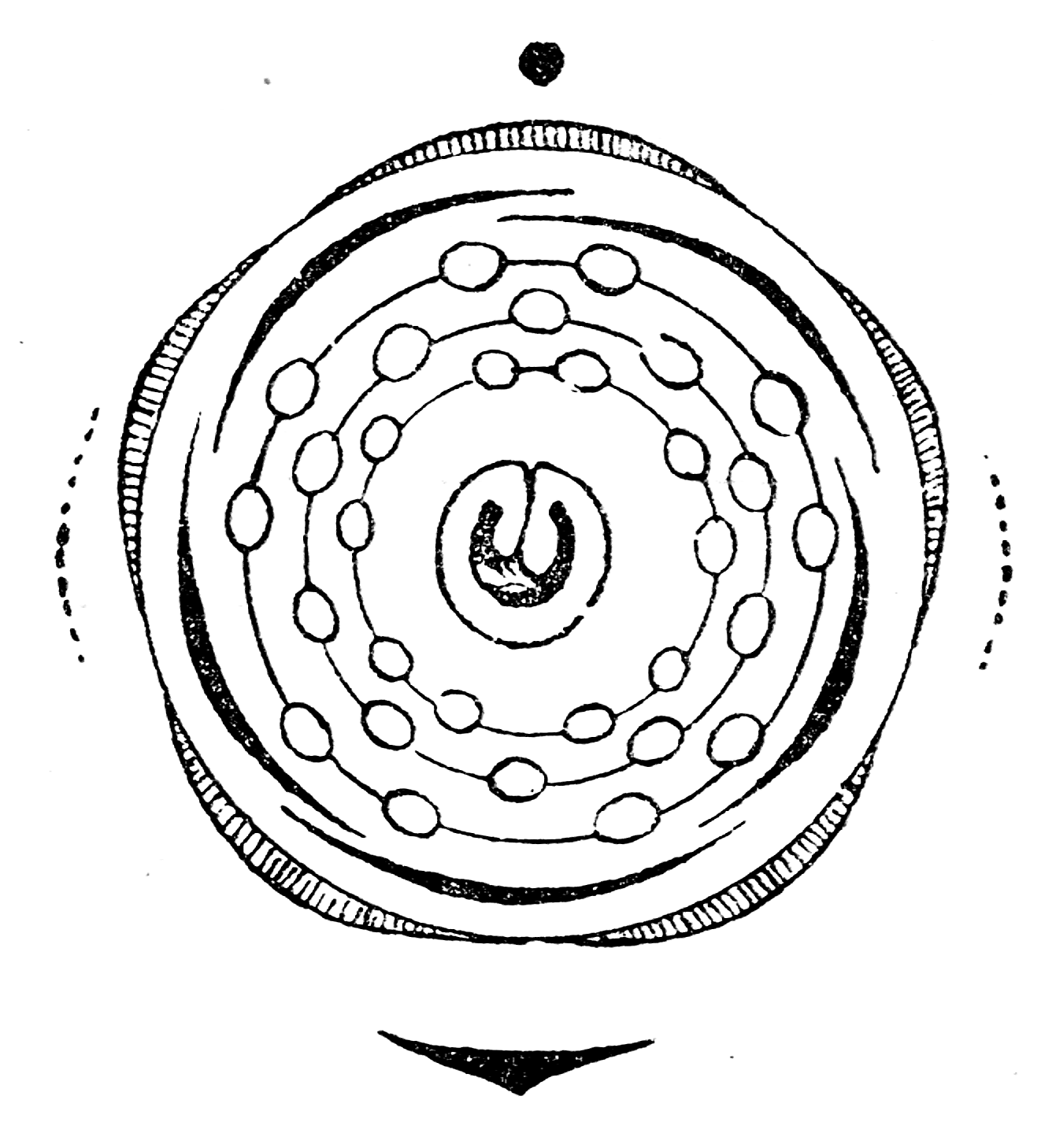
Blütendiagramm von Prunus padus
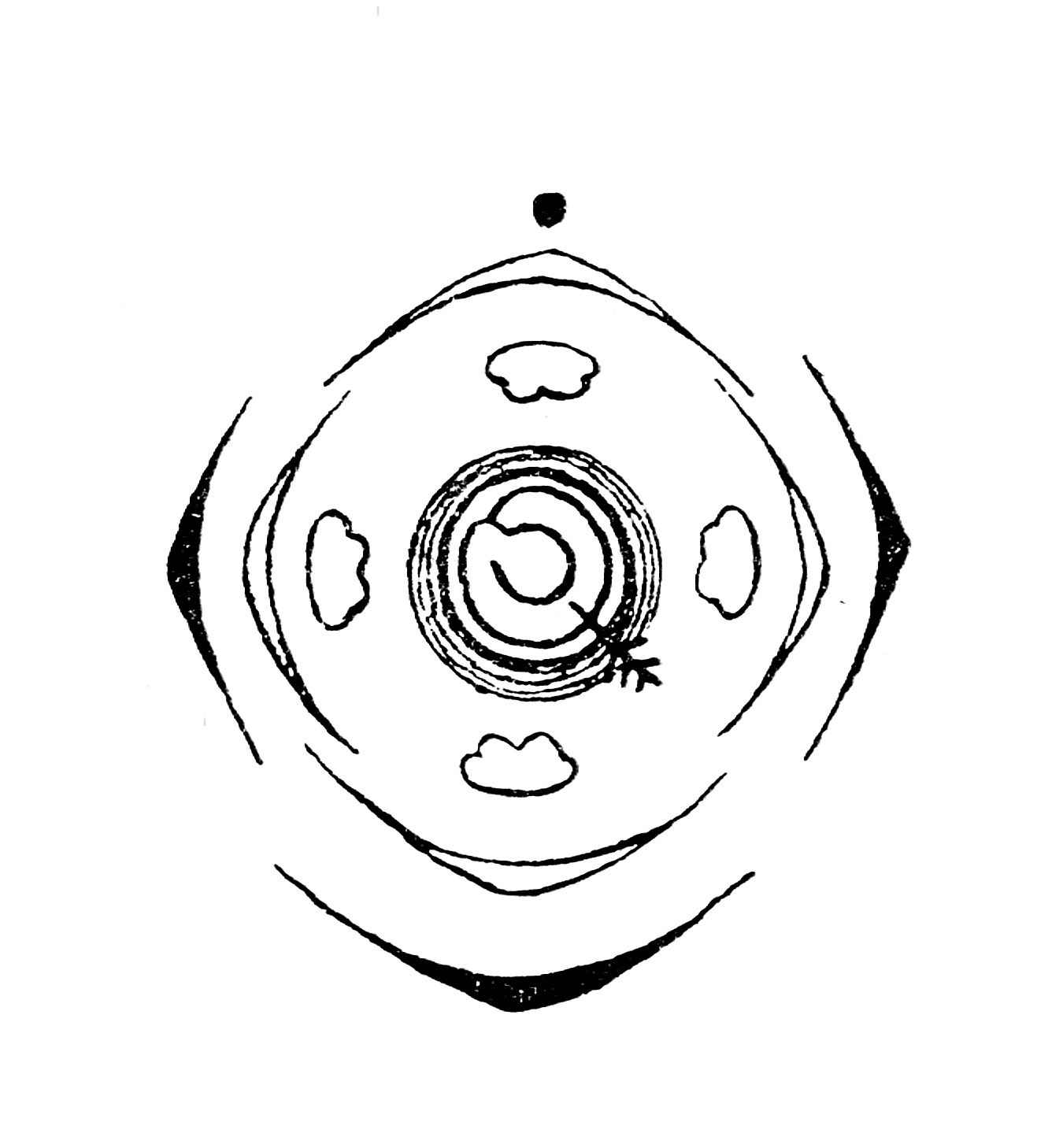
Blütendiagramm von Sanguisorba officinalis
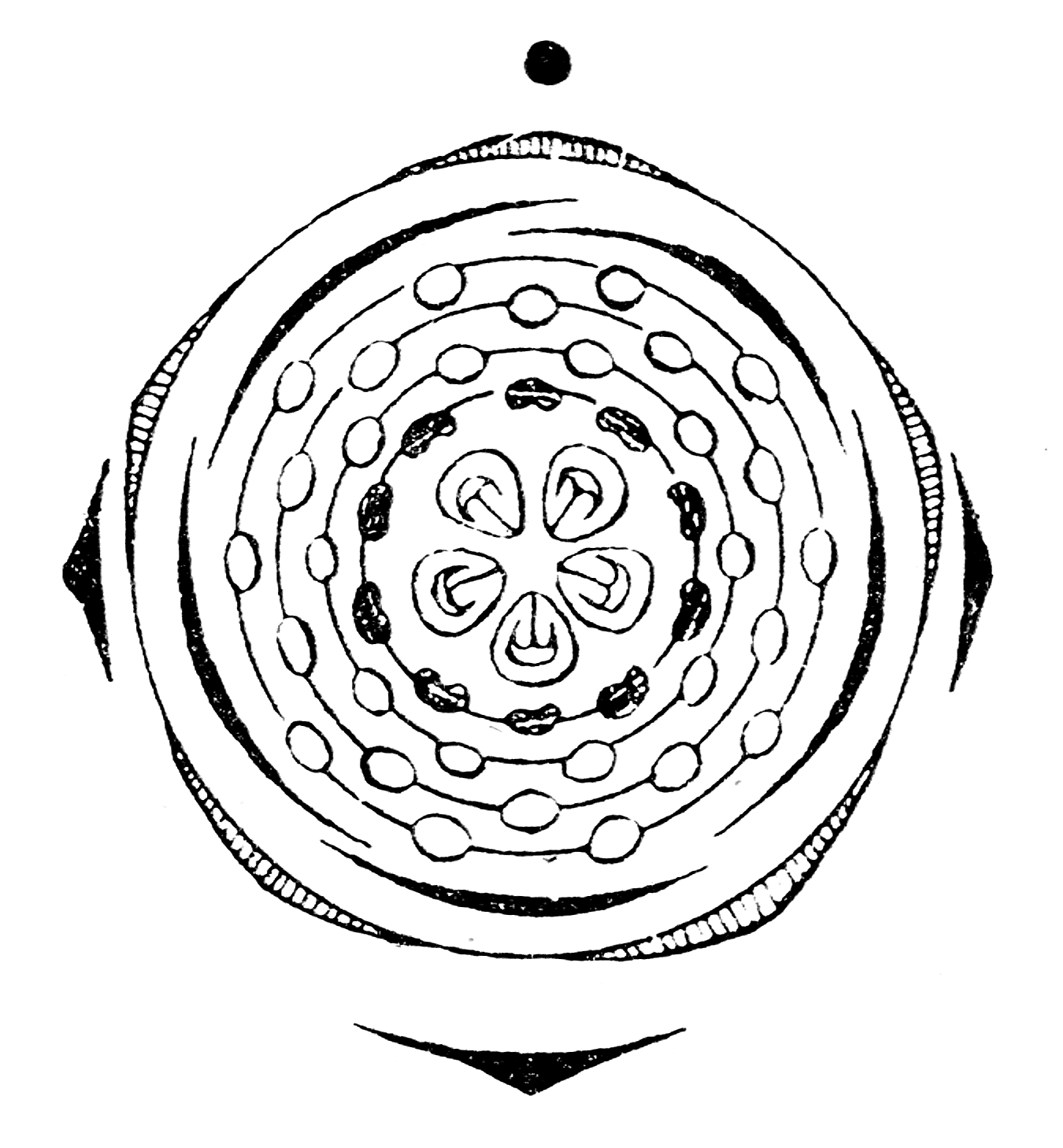
Blütendiagramm von Spiraea hypericifolia

### Früchte und Samen

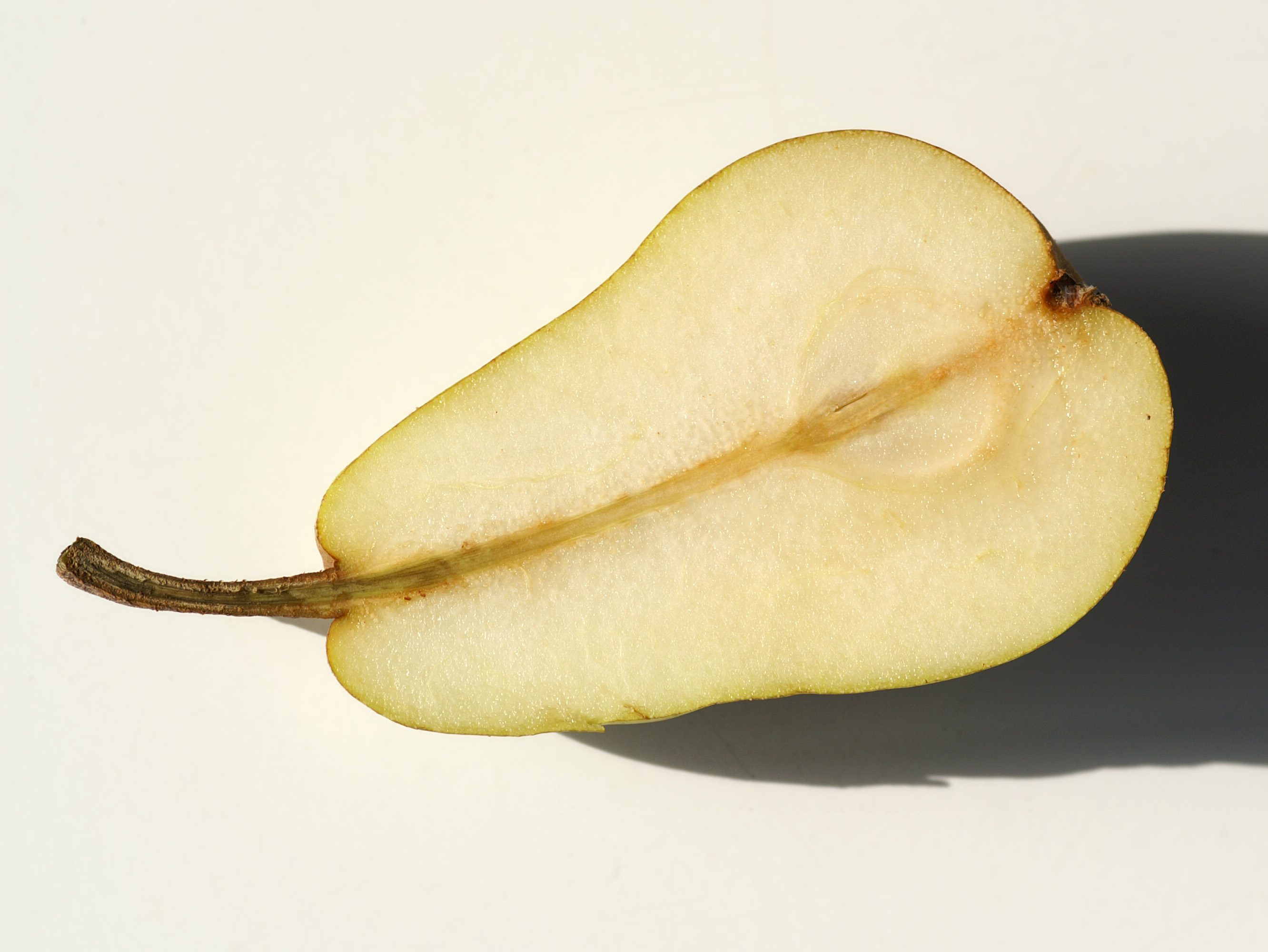
Apfelfrucht Kultur-Birne (Pyrus communis), hier Sorte Williams Christ

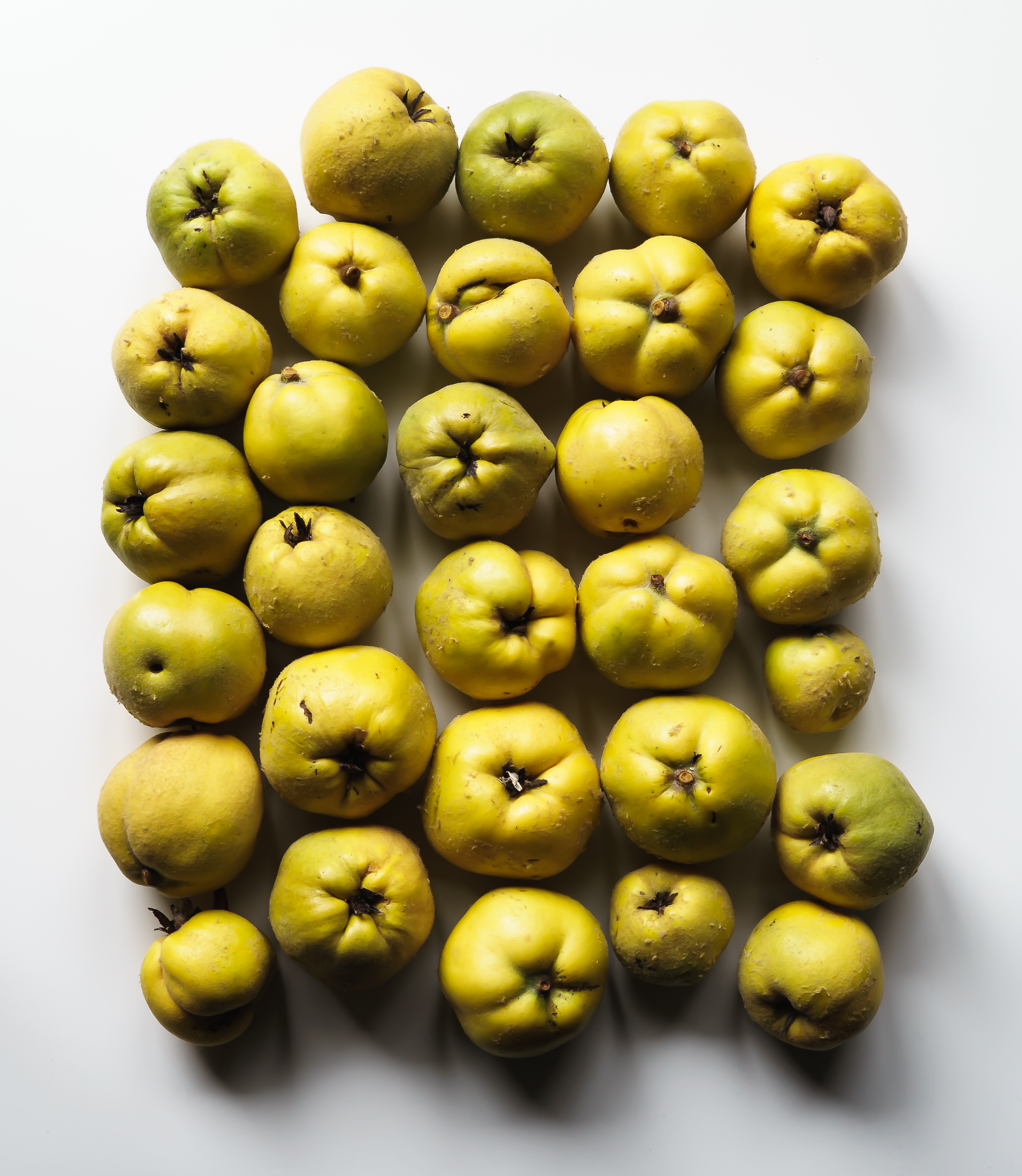
Reife Konstantinopeler Quitten (Cydonia oblonga)

Die Früchte der Rosengewächse sind sehr vielgestaltig. In der Vergangenheit wurden die Früchte und die mit ihnen zusammenhängende Blütenmorphologie als Hauptmerkmal zur systematischen Gliederung der Familie verwendet, während neuere molekulargenetischen Untersuchungen die Gruppenbildung anhand der genetischen Übereinstimmungen zwischen den Arten vornehmen.
In der Bestimmungsliteratur finden sich dementsprechend die vier Unterfamilien Spiraeoideae, Rosoideae, Maloideae und Prunoideae, während neue Fachliteraturen zur Genetik oder zum Sekundärstoffwechsel der Rosaceae parallel zu dieser klassischen Systematik die aktualisierten Zuordnungen verwenden.
Nach der klassischen Sichtweise können die Rosaceae anhand ihrer Früchte in die vier folgenden Unterfamilien bzw. morphologischen Gruppen eingeteilt werden:
1. Spiraeoideae (Spierstrauchartige), deren typische Frucht die Balgfrucht ist. Zu den Spierstrauchartigen gehören bspw. die als ursprünglich geltende Art Aruncus dioicus (Geißbart) und Agrimonia eupatoria (Odermennig).
2. Rosoideae (Rosenartige), deren Fruchtblätter wie bei Filipendula ulmaria (Mädesüß) einzelne Nussfrüchtchen oder verschiedene Sammelfrüchte wie bei der Erdbeere Fragaria bilden.
  1. Die trockenen Früchte der Rosoideae besitzen häufig einen verlängerten Griffel mit Borsten oder Widerhaken, die wie beim Bachnelkenwurz (Geum rivale) der Fruchtverbreitung durch Tiere (Zoochorie) dienen.
  2. Bei den saftig-fleischigen Früchten wie der Erdbeere sitzen die zahlreichen Fruchtblätter oft einzeln (apokarp) auf dem keulig aufgewölbten Blütenboden und bilden ebenfalls Nüsschen. Bei der Reifung dehnt sich der Blütenboden dann ballonartig aus und färbt sich durch sekundär eingelagerte Farbstoffe signalrot. Die Erdbeere stellt deshalb eine Scheinfrucht dar, weil ihr essbares Gewebe nicht aus dem Fruchtblatt gebildet wird.
  3. Das Fruchtfleisch der Hagebutte (Rosa canina) wird ebenfalls vom Blütenboden gebildet. Es umschließt viele kleine Nüsschen, die die eigentliche Frucht darstellen.
3. Maloideae (Apfelartige), die auf dem phylogenetisch ursprünglicheren Sammelbalg beruhen. Bei den Apfelfrüchten ist das Gynoeceum nicht oberständig (epigyn), sondern in die Blütenachse eingesenkt und bildet dort aus den fünf Fruchtblättern das sogenannte Kerngehäuse. Bei der Reifung der Frucht wird dieses Gynoeceum vom umgebenden Achsgewebe überwachsen, sodass bei der Apfelfrucht nicht das Fruchtblatt verzehrt wird, sondern parenchymatisches Sprossachsengewebe. Die Apfelfrucht gehört deshalb zu den Scheinfrüchten.
4. Prunoideae (Steinobstgewächse) bilden einen Samen, der von der inneren, verholzten Schicht der Fruchtwand (Kern oder Stein) umgeben ist, während der äußere Bereich der Frucht anschwillt und durch Einlagerung von Sekundärstoffen wie Anthocyanen farblich betont wird. Für die Steinobstgewächse ist ein Hypanthium typisch, bei dem das Gynoeceum im becherförmig eingezogenen Blütenboden (Receptaculum) sitzt. Eine solche Stellung des Gynoeceums bezeichnet man als perigyn.

Die Samen besitzen häufig eine feste, teilweise dickwandige Samenschale. Sie wird aus den sog. Integumenten der Samenanlage gebildet. Die Samenschale schützt den Embryo, der hauptsächlich aus den beiden flachen bis dicken Keimblättern besteht. In den reifen Samen der Rosaceae ist nur manchmal ein zusätzliches Nährgewebe (Endosperm) erhalten bzw. nur mehr eine dünne Schicht.

### Chromosomensätze
Die Chromosomengrundzahlen der Rosaceae betragen x = 7, 8, 9, 15 und 17; als ursprünglich werden 7 oder 9 angesehen. Die Grundzahl 8 hat sich bei den Rosoideae einmal und bei den Spiraeoideae mehrfach entwickelt, die Grundzahl 17 einmal bei den Pyreae.

Amygdalin

Sorbitol

### Inhaltsstoffe
Die Rosaceae sind reich an Gerbstoffen, die diffus im Gewebe verteilt sind oder in Gerbstoff-Idioblasten vorkommen. Es sind überwiegend kondensierte Gerbstoffe (Proanthocyanidine), in der Unterfamilie Rosoideae kommen auch in größerem Ausmaß Gallo- und Ellagitannine vor. Die monomeren Vorstufen der Gerbstoffe wie Catechine und Flavonolglykoside des Kaempferols und Quercetins kommen ebenfalls vor. Ellagsäure kommt nur bei den Rosoideae vor.
In den Cuticularwachsen sind pentazyklische Triterpene wie Oleanolsäure und Ursolsäure weit verbreitet. In der Rinde finden sich häufig Triterpenalkohole (wie Lupeol, Betulin). Als Pseudosaponine werden Triterpensäuren, die über die Carboxygruppe mit Zuckern verestert sind, bezeichnet. Ein Beispiel ist Tormentol. Echte Saponine kommen ebenfalls vor. Die Samen sind meist stärkefrei und speichern dafür Proteine und fettes Öl.
Weit verbreitet innerhalb der Familie sind cyanogene Glykoside wie Amygdalin oder Prunasin.
Sorbitol wird in den Blättern und Früchten vieler Vertreter als Kohlenhydrat-Reservestoff gespeichert, fehlt allerdings bei vielen Vertretern der Rosoideae. Sorbitol ist auch vielfach das im Phloem transportierte Kohlenhydrat.
Bei den Kernobstgewächsen sind die Wände der Samenschalen-Epidermis häufig stark verschleimt, besonders bei der Quitte (Cydonia oblonga). In den Früchten sind Fruchtsäuren in teils hohen Konzentrationen vertreten, besonders Äpfel- und Zitronensäure, teils auch Bernsteinsäure, sowie auch Ascorbinsäure (Vitamin C).

## Ökologie

### Bestäubung
Der Großteil der Rosengewächse besitzt Scheiben- und Schalenblumen, bei denen die einzelne Blüte relativ groß ist und als Bestäubungseinheit fungiert. Seltener sind Pinselblumen vertreten, hier sind die Einzelblüten relativ klein und stehen in köpfchen- oder ährenartigen Blütenständen zusammen. Dieser Blumentyp kommt vor allem bei den Sanguisorbeae vor. Als Bestäuber fungieren vor allem Fliegen und kurzzungige Bienen. Weniger Bedeutung als Bestäuber haben langzungige Bienen, Käfer und Schmetterlinge. Einige Gattungen der Sanguisorbeae sind windbestäubt.
Fremdbestäubung wird in vielen Arten durch eine mehr oder weniger ausgeprägte Vorweiblichkeit (Protogynie) erreicht, die meisten sexuell reproduzierenden Arten sind zudem selbstinkompatibel.

### Polyploidie und Fortpflanzungsökologie
In rund einem Drittel der Gattungen gibt es Polyploidie. Häufig kommt Polyploidie in den artenreichen Gattungen vor. Beispiele sind Alchemilla (1000 Arten, bis 28-ploid), Potentilla (bis 16-ploid), Rosa und Rubus.
In einigen Gattungen hat sich Apomixis entwickelt, sie ist meist mit Polyploidie gekoppelt. Die häufigste Form der Apomixis ist die Aposporie, bei der sich der Embryosack aus einer unreduzierten vegetativen Zelle entwickelt. Selten tritt auch Diplosporie auf, bei der sich der Embryosack aus einer unreduzierten generativen Zelle, die von der Embryosackmutterzelle abstammt, entwickelt. Für den Samenansatz sind dennoch meist eine Bestäubung und eine Befruchtung des Endosperms nötig. Von daher ist es im Prinzip auch möglich, dass die unreduzierte Eizelle befruchtet wird und so eine Erhöhung der Chromosomenzahl stattfindet.
Ein großer Teil der polyploiden Rosengewächse ist im Gegensatz zu den übrigen Vertretern der Familie selbstkompatibel, eine Pflanze kann sich also selbst bestäuben.
Hybridisierung tritt bei den Rosengewächsen häufig auf, bei den Pyreae sogar über Gattungsgrenzen hinweg. Die mit der Hybridbildung häufig einhergehende Apomixis führte dazu, dass sich in manchen Gattungen diploid-triploid-tetraploide Netzwerke von Arten bildeten. Hybride wurden durch Polyploidisierung fruchtbar, bzw. triploide Sippen können sich apomiktisch fortpflanzen.

### Ausbreitungsökologie
Es gibt bei den Rosengewächsen vier Hauptarten der Ausbreitung der Diasporen, die in engem Zusammenhang mit den Fruchttypen stehen: Fleischige Früchte werden von Tieren gefressen, die Samen wieder ausgeschieden (Endozoochorie). Bei Bäumen sind dies meist Vögel, Fledermäuse oder andere Säugetiere, bei Erdbeeren dürften es Schnecken sein, bei Aremonia wird aufgrund des Vorhandenseins von Elaiosomen Ameisenausbreitung (Myrmekochorie) vermutet. Epizoochorie kommt bei Arten vor, die an Hypanthium oder Griffel Haken ausgebildet haben. Es gibt auch Samenausschleuderer und selten Anemochorie (etwa Dryas und Geum).

### Symbiosen
Vesikulär-arbuskuläre Mykorrhiza kommt bei den Rosengewächsen etwa gleich häufig vor wie bei allen Rosopsida, während Ektomykorrhiza nur bei wenigen verholzten Arten der Dryadoideae, Pyreae, bei Prunus und Rosa nachgewiesen wurde. Die Dryadoideae gehen mit den stickstofffixierenden Bakterien der Gattung Frankia eine Symbiose ein.

## Verbreitung und Standorte

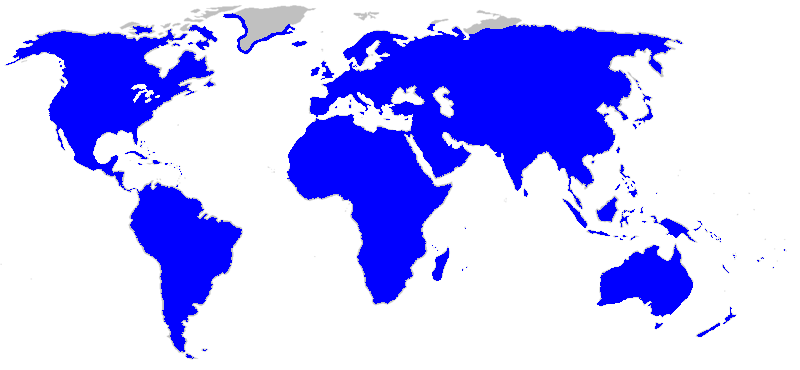
Verbreitungskarte der Rosaceae

Die Vertreter der Rosaceae sind fast weltweit verbreitet. Von den Gattungen sind lediglich drei kosmopolitisch, nämlich Prunus, Alchemilla und Rubus, wobei allerdings nur bei Prunus gesichert ist, dass sie natürlicherweise, ohne menschlichen Einfluss auf allen Kontinenten vorkommt. 16 Gattungen sind über die ganze temperate Zone der nördlichen Hemisphäre verbreitet, wovon die meisten auch in die mediterranen oder sogar tropischen Klimate, hier meist in der montanen Höhenstufe weiter südlich reichen. Geum und Agrimonia reichen auch auf die Südhalbkugel. Lediglich zwei Gattungen kommen nur auf der Südhalbkugel vor, Acaena und Oncostylis. Die meisten endemischen Gattungen gibt es mit 20 in Asien und 17 in Nordamerika, nur wenige in Südamerika (3), Afrika (5) und Europa (1).
Rosengewächse wachsen an einer Vielzahl von Standorten, von Halbwüsten bis zu Tiefland-Regenwäldern und offener, alpiner Vegetation. Eine große Anzahl von Arten ist auf bewaldeten Berghängen mittlerer Seehöhe und gemäßigter Breite zu finden.

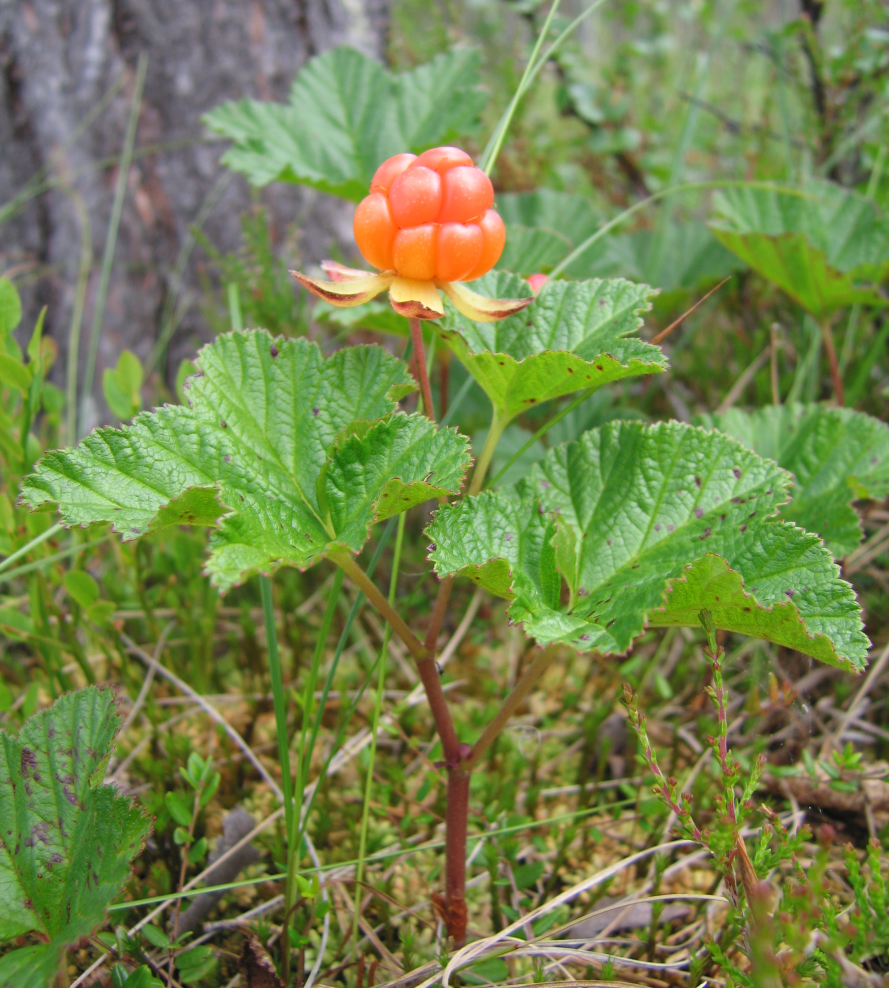
Die Moltebeere (Rubus chamaemorus) wird in Nordeuropa als Wildobst gesammelt

## Bedeutung
Die Familie der Rosengewächse beherbergt viele Zier- und Nutzpflanzen.
Als Obst genutzte Arten sind besonders: Quitte (Cydonia oblonga), Japanische Wollmispel (Eriobotrya japonica), Garten-Erdbeere (Fragaria ×ananassa), Wald-Erdbeere (Fragaria vesca), Kultur-Apfel (Malus domestica), Mispel (Mespilus germanicus), Aprikose bzw. Marille (Prunus armeniaca), Süß-Kirsche (Prunus avium), Sauer-Kirsche (Prunus cerasus), Zwetschge, Pflaume und Mirabelle (Unterarten von Prunus domestica), Schlehdorn (Prunus spinosa), Birne (Pyrus communis), Moltebeere (Rubus chamaemorus), Brombeeren (Rubus fruticosus agg.), Himbeere (Rubus idaeus) und Süße Eberesche (Sorbus aucuparia var. edulis).
Etliche Arten werden auch zu Heilzwecken verwendet. Hier herrschen Gerbstoffdrogen vor: Rhizom von Potentilla erecta, Blätter von Brombeere, Frauenmantel und Odermennig.

## Systematik
Die Rosaceae sind innerhalb der Ordnung der Rosenartigen (Rosales) die Schwestergruppe aller anderen Familien der Rosales.
In die Familie Rosaceae werden rund 90 Gattungen mit insgesamt etwa 3000 Arten gestellt. In der Vergangenheit dienten vor allem die Früchte als Hauptmerkmal zur systematischen Gliederung der Familie, während man heute versucht, auch molekulargenetische Übereinstimmungen zwischen den Gattungen in der Systematik zu berücksichtigen. Als Folge der Neuerung wurden die alten Unterfamilien-Bezeichnungen Prunoideae und Maloideae in der entsprechenden Fachliteratur teilweise ausrangiert; die zugeordneten Pflanzen wurden in die Triben Pyrinae (Kernobstgewächse, Spiraeoideae) und Prunus (Steinobstgewächse, Spiraeoideae) verschoben. Damit bilden die Stein- und Kernobstgewächse nach der neueren Sichtweise keine eigenen Unterfamilien mehr.
Auf Laien kann diese Gleichzeitigkeit zwei verschiedener Systematiken verwirrend wirken; sie verfolgen jedoch eine jeweils eigene Zielsetzung und können daher nicht als richtig oder falsch bewertet werden, sondern nur nach ihrem praktischen Nutzen im Hinblick auf eine Aufgabenstellung: Die morphologische Systematik dient vorrangig der Orientierung über die Anatomie der Pflanzen und der Pflanzenbestimmung, während man sich von der molekularen Sichtweise validere Erkenntnisse über die phylogenetischen Verwandtschaftsverhältnisse der Rosaceae erhofft.
Die hier aufgeführten Gruppen folgen den molekulargenetischen Verwandtschaftsverhältnissen und sind jeweils natürliche Verwandtschaftsgruppen (monophyletisch). Trotzdem sind die genaueren Verwandtschaftsbeziehungen zwischen den Unterfamilien und besonders zwischen den Triben der Spiraeoideae noch nicht ausreichend bekannt.

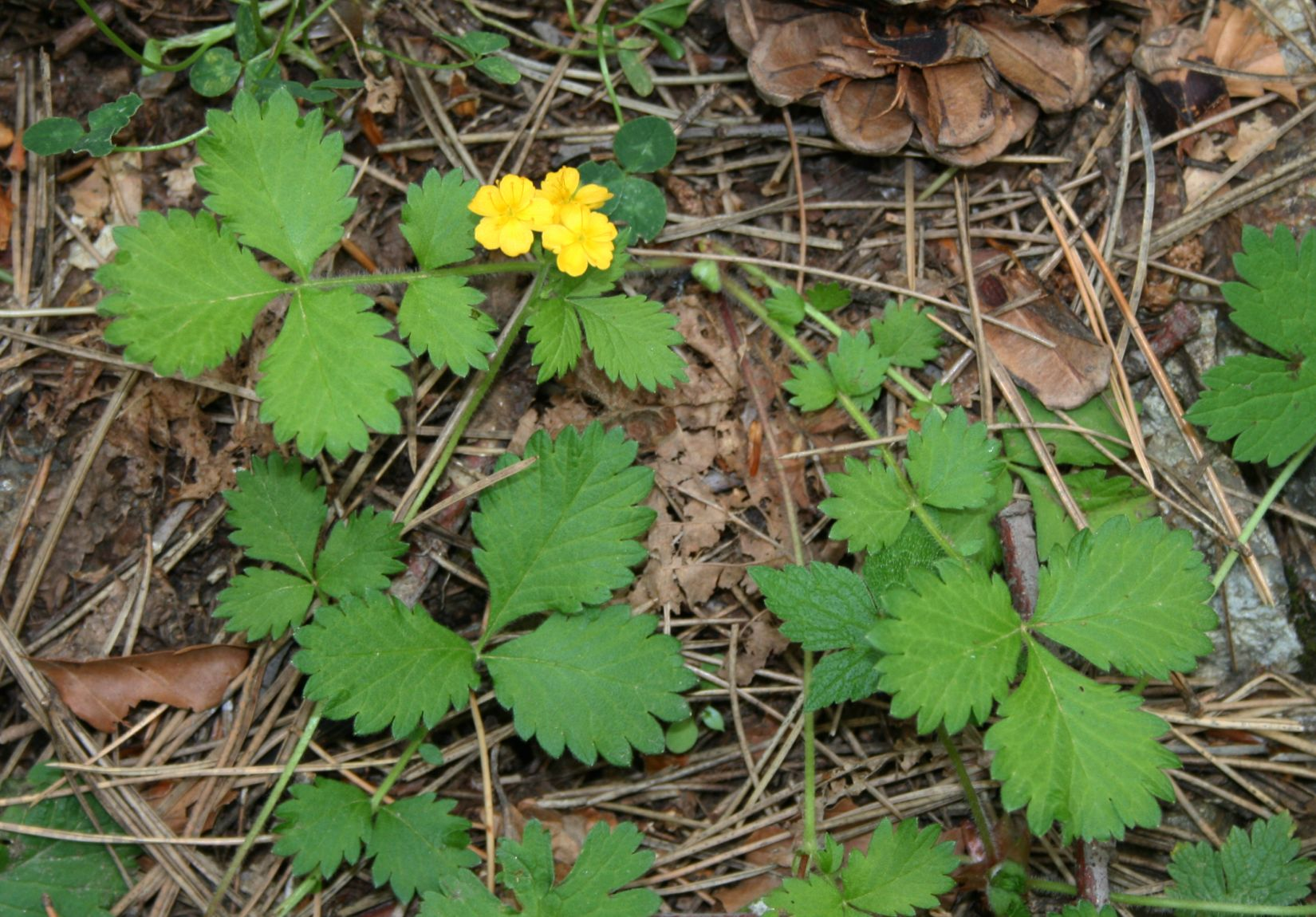
Aremonia agrimonoides, Tribus Sanguisorbeae

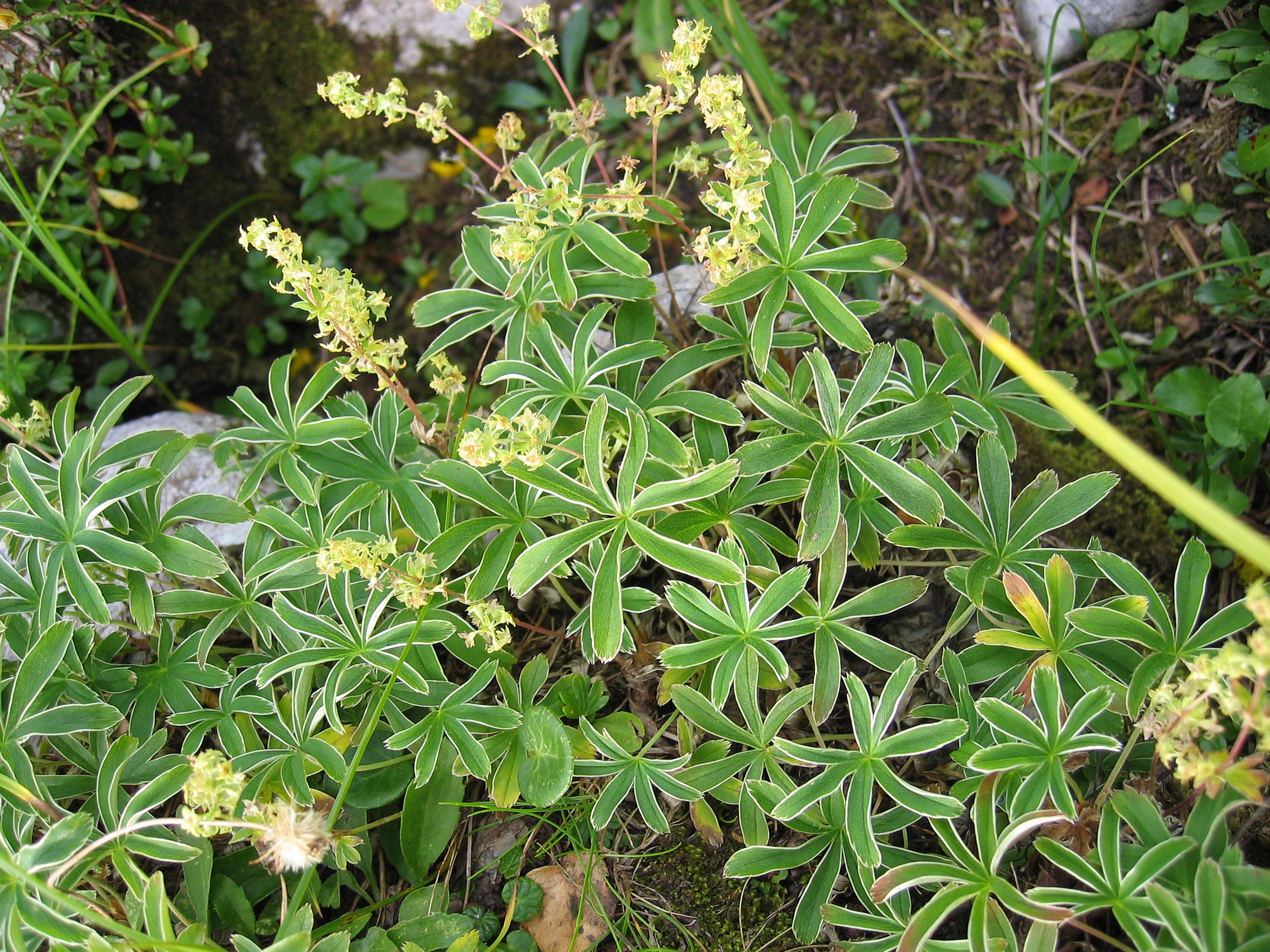
Ennstal-Silbermantel (Alchemilla anisiaca), Tribus Potentilleae

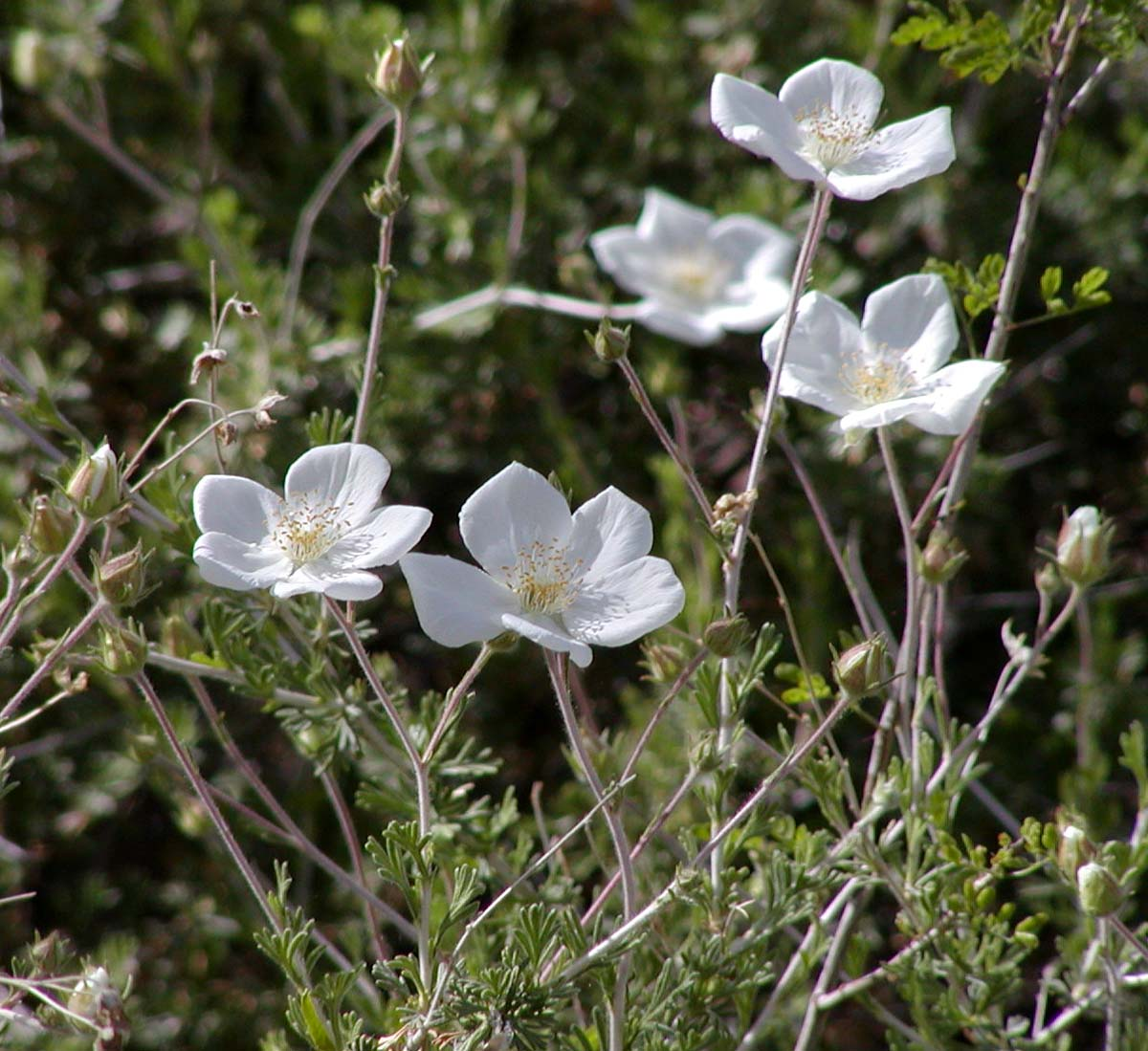
Fallugia paradoxa, Tribus Colurieae

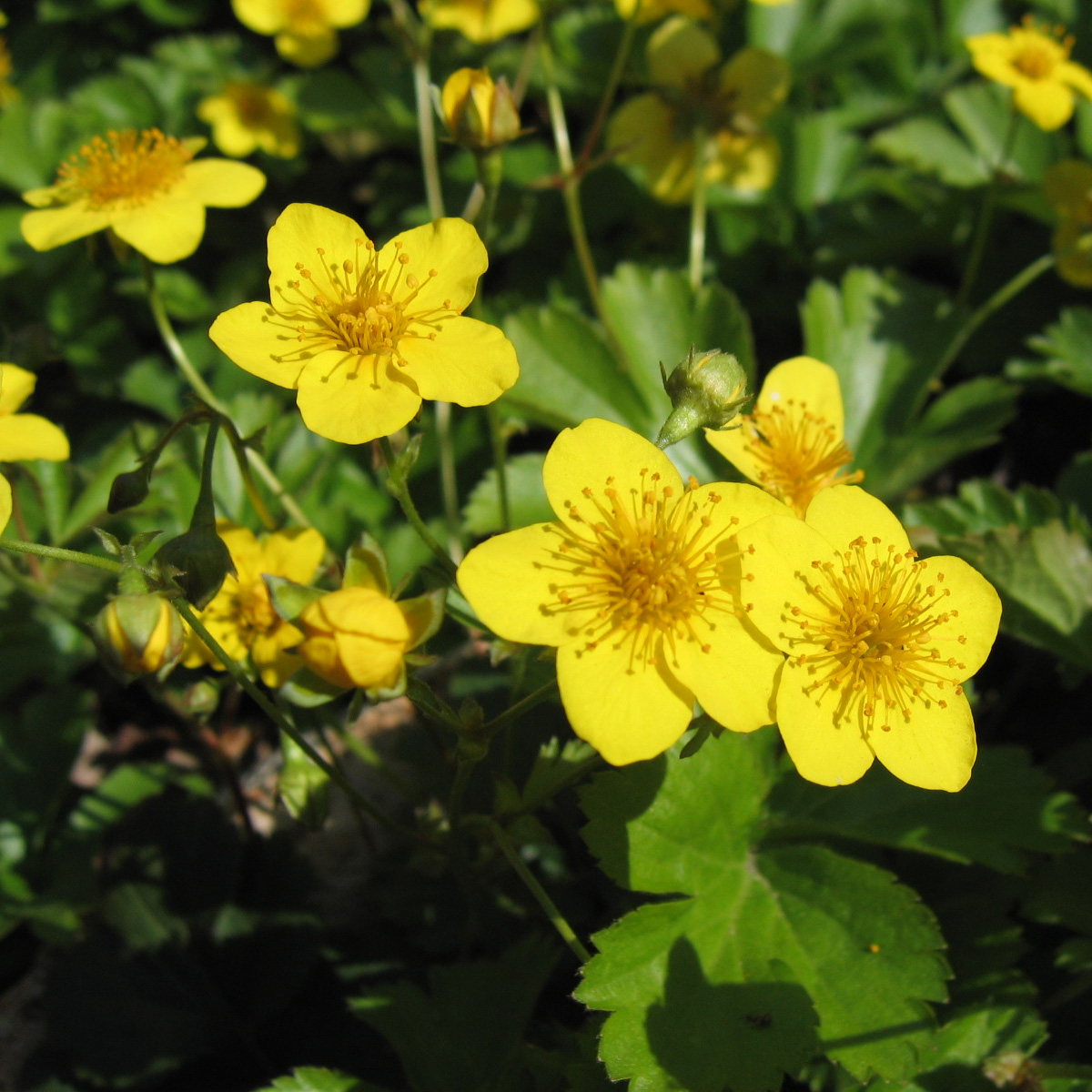
Waldsteinia ternata, Tribus Colurieae

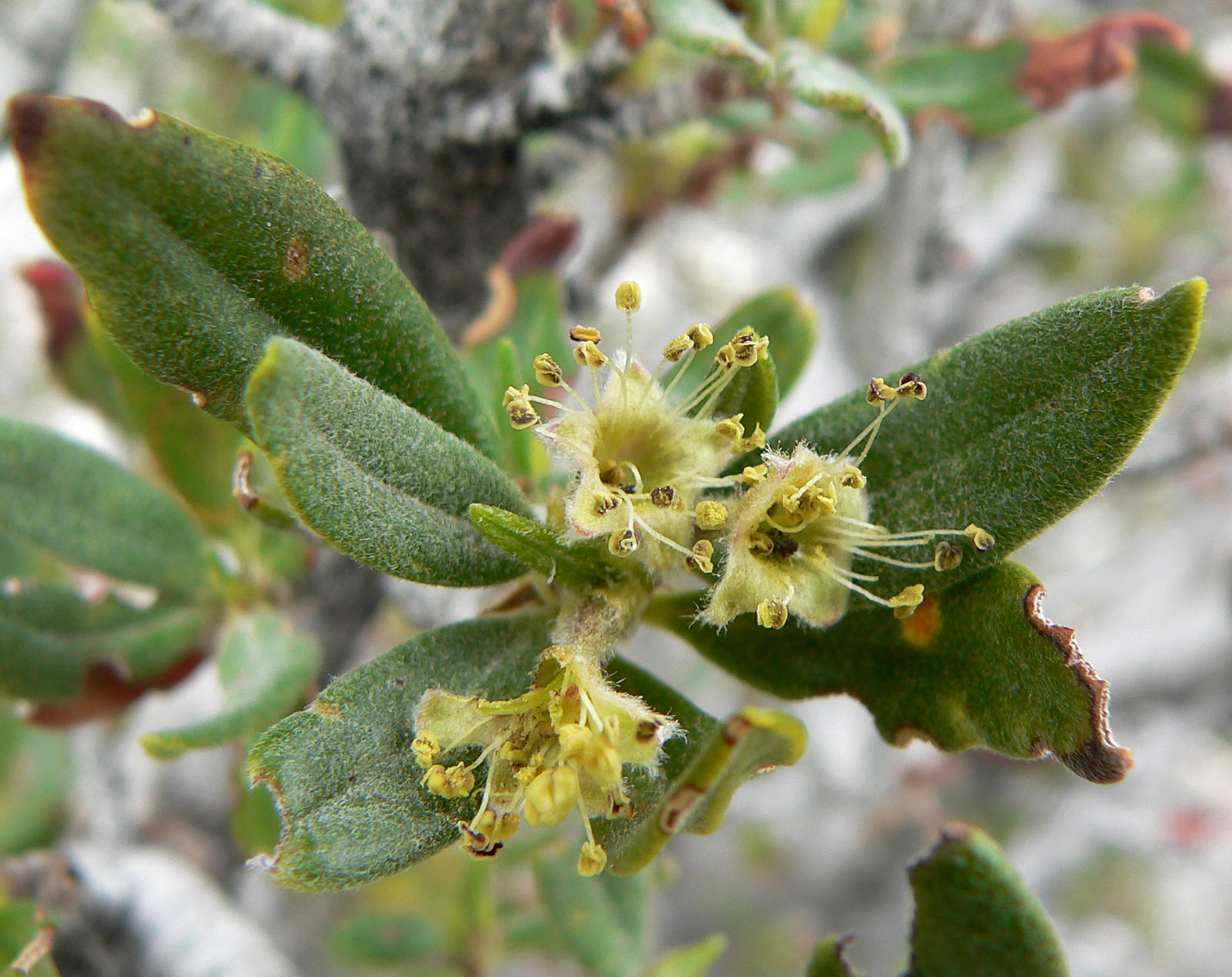
Cercocarpus ledifolius, Unterfamilie Dryadoideae

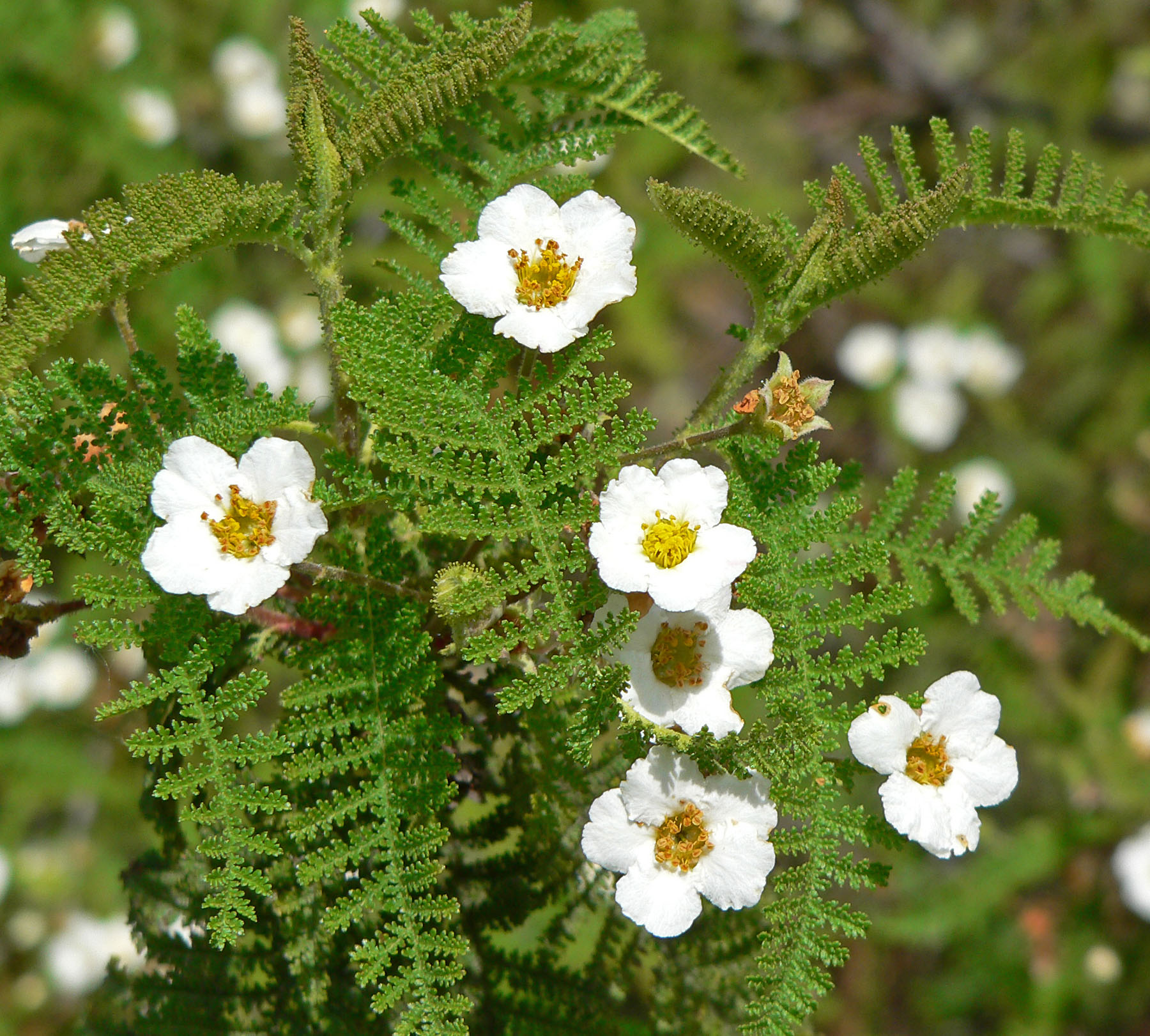
Chamaebatia australis, Unterfamilie Dryadoideae

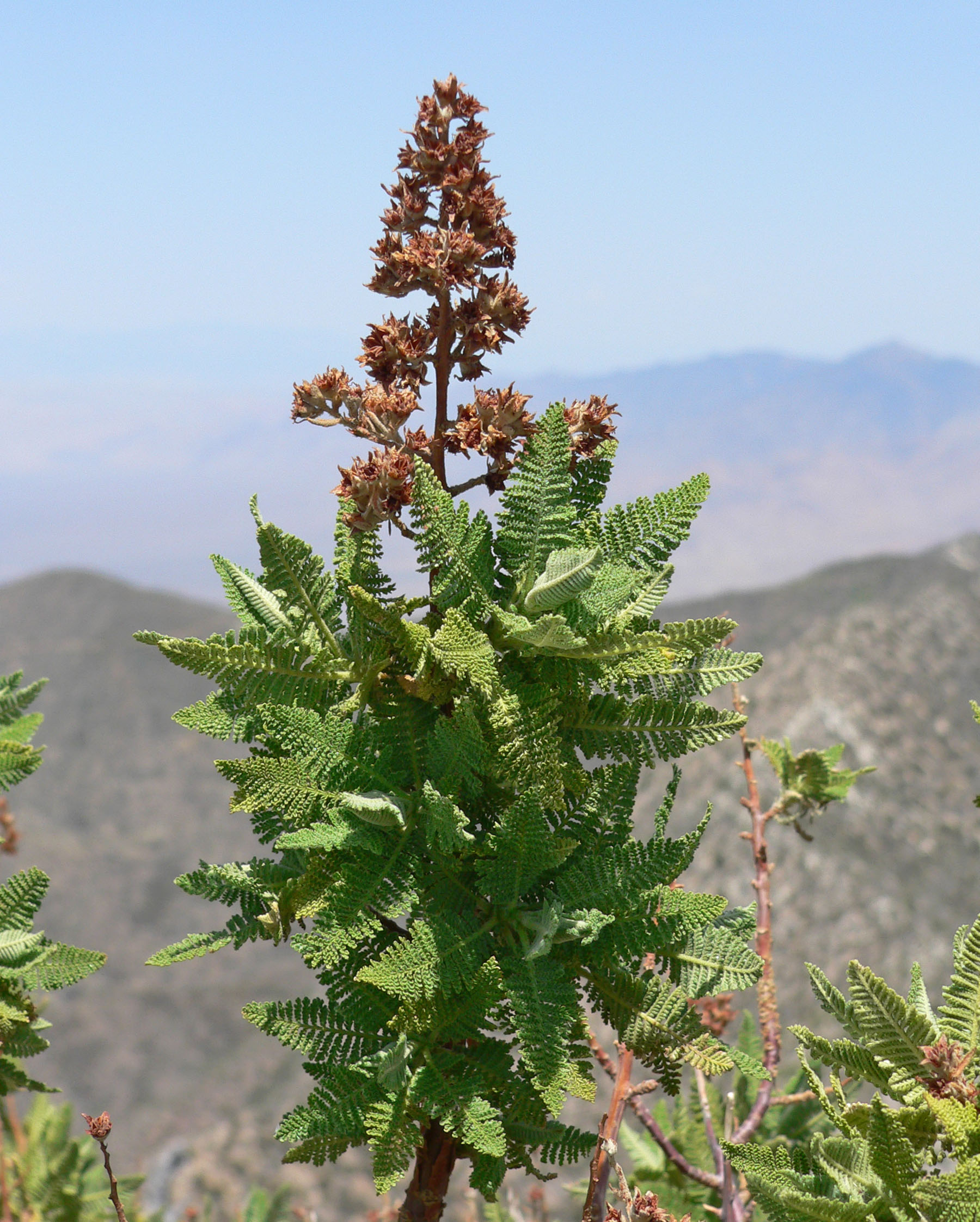
Chamaebatiaria millefolium, Tribus Sorbarieae

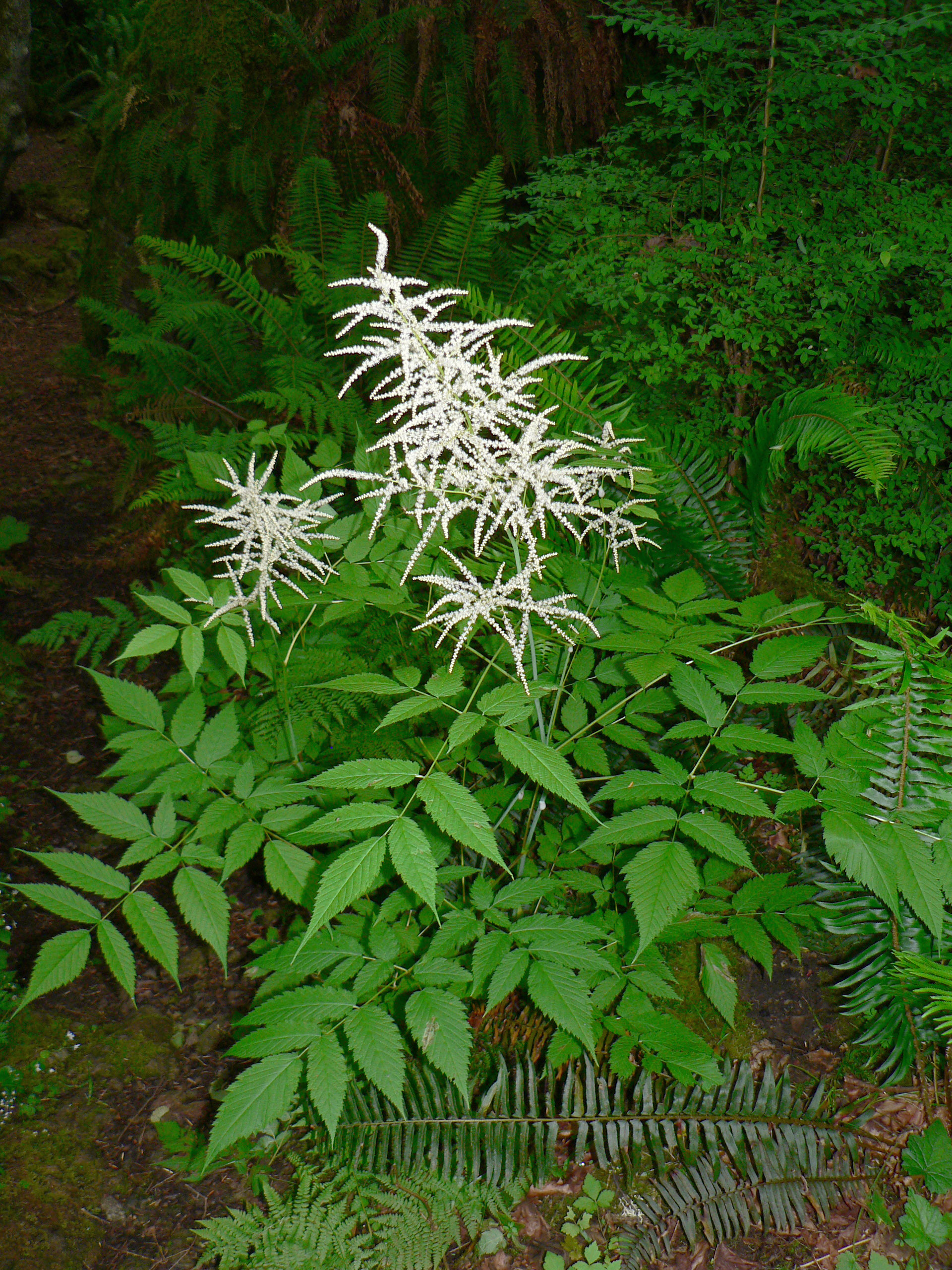
Geißbart (Aruncus dioicus), Tribus Spiraeeae

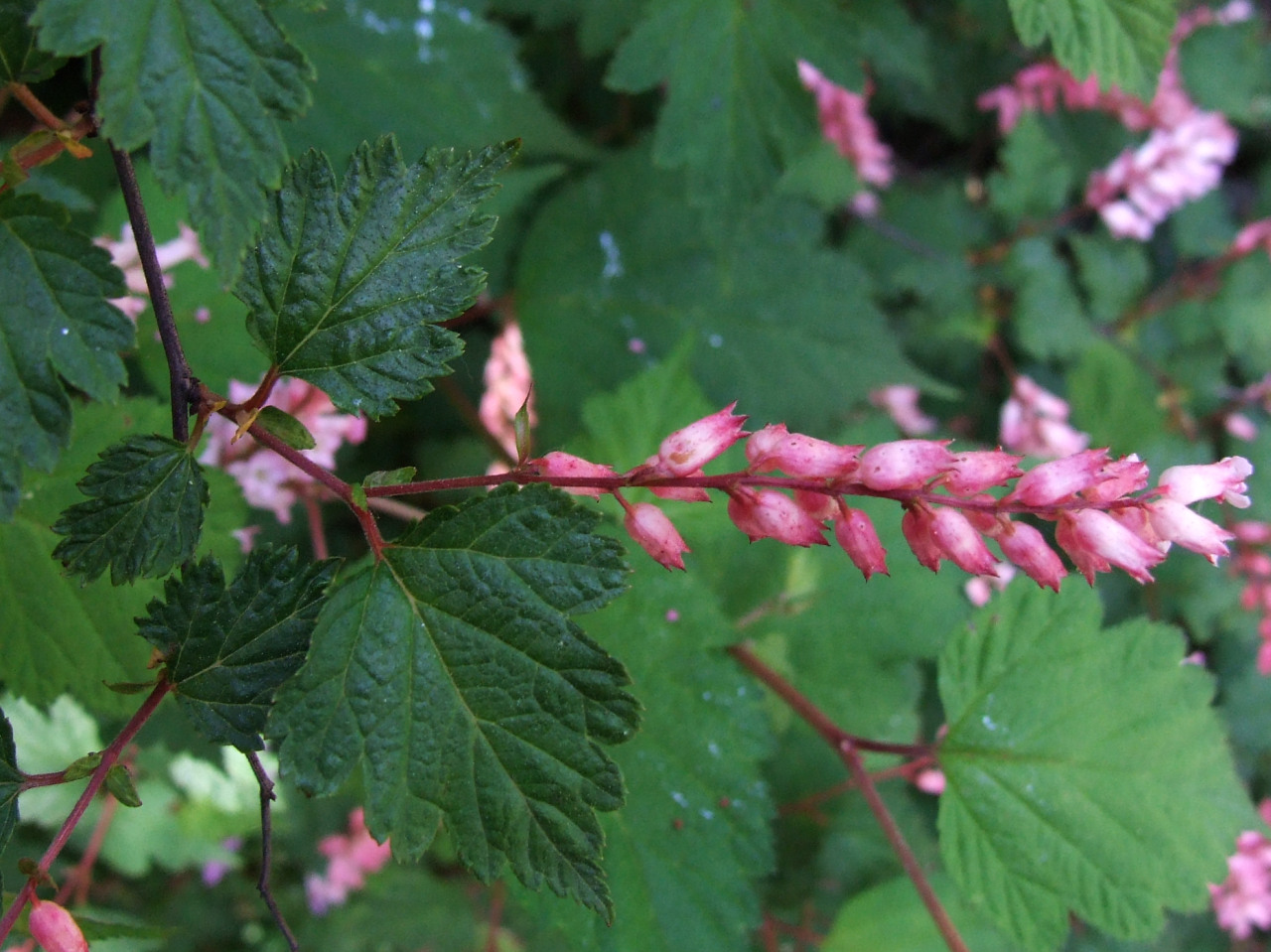
Neillia ribesioides, Tribus Neillieae

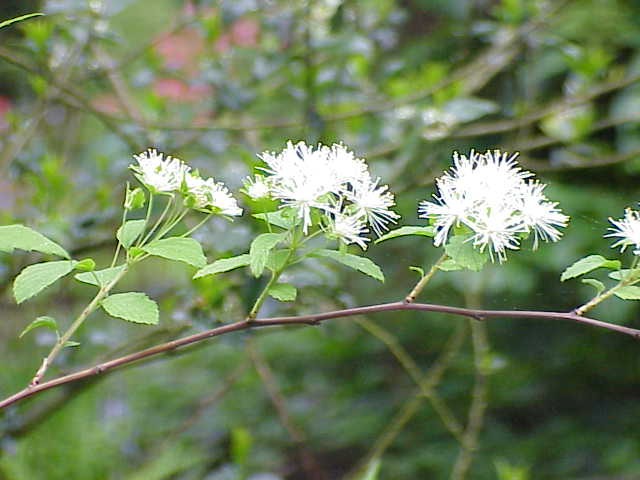
Neviusia alabamensis, Tribus Kerrieae

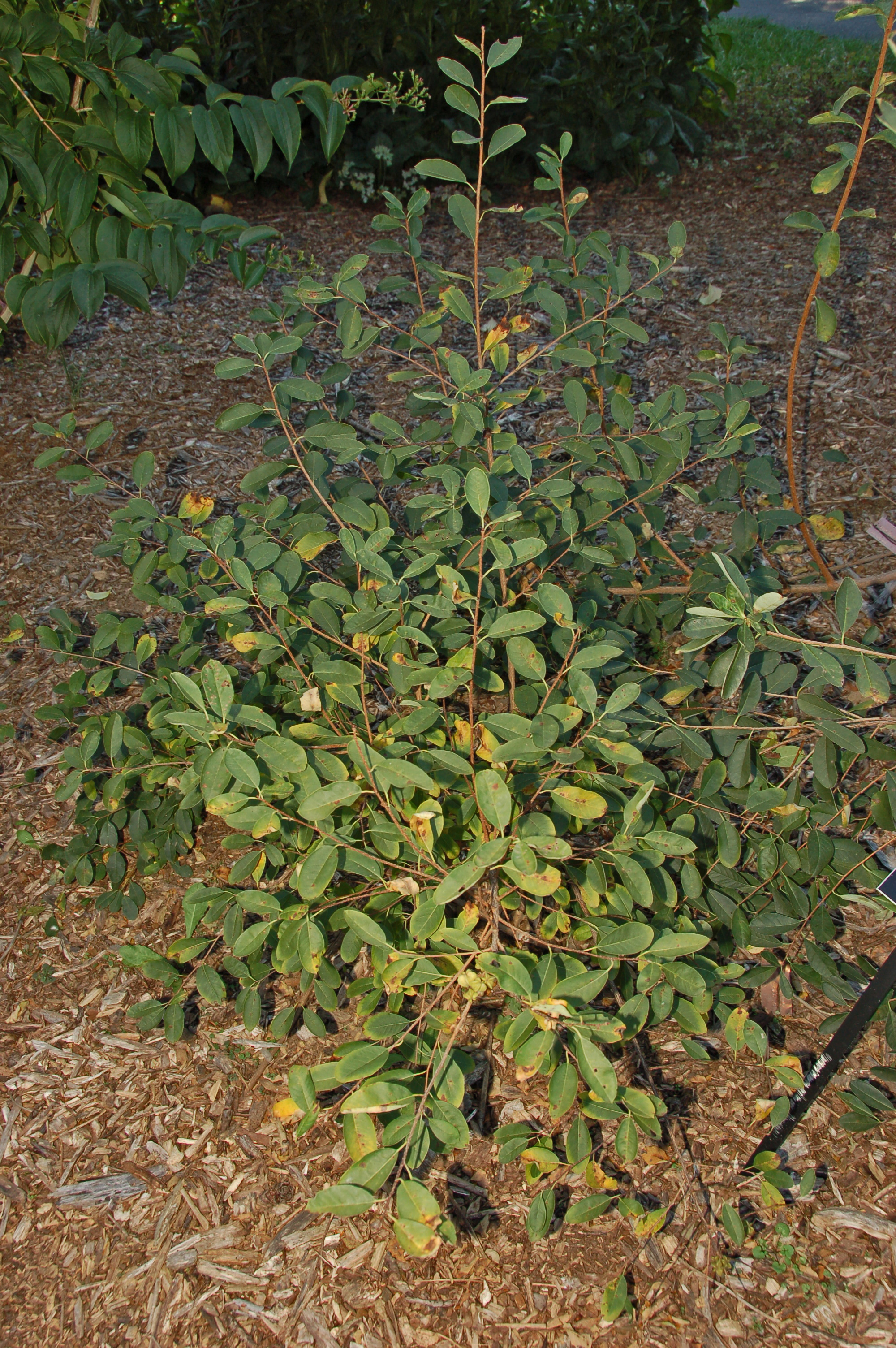
Exochorda racemosa, Tribus Osmaronieae

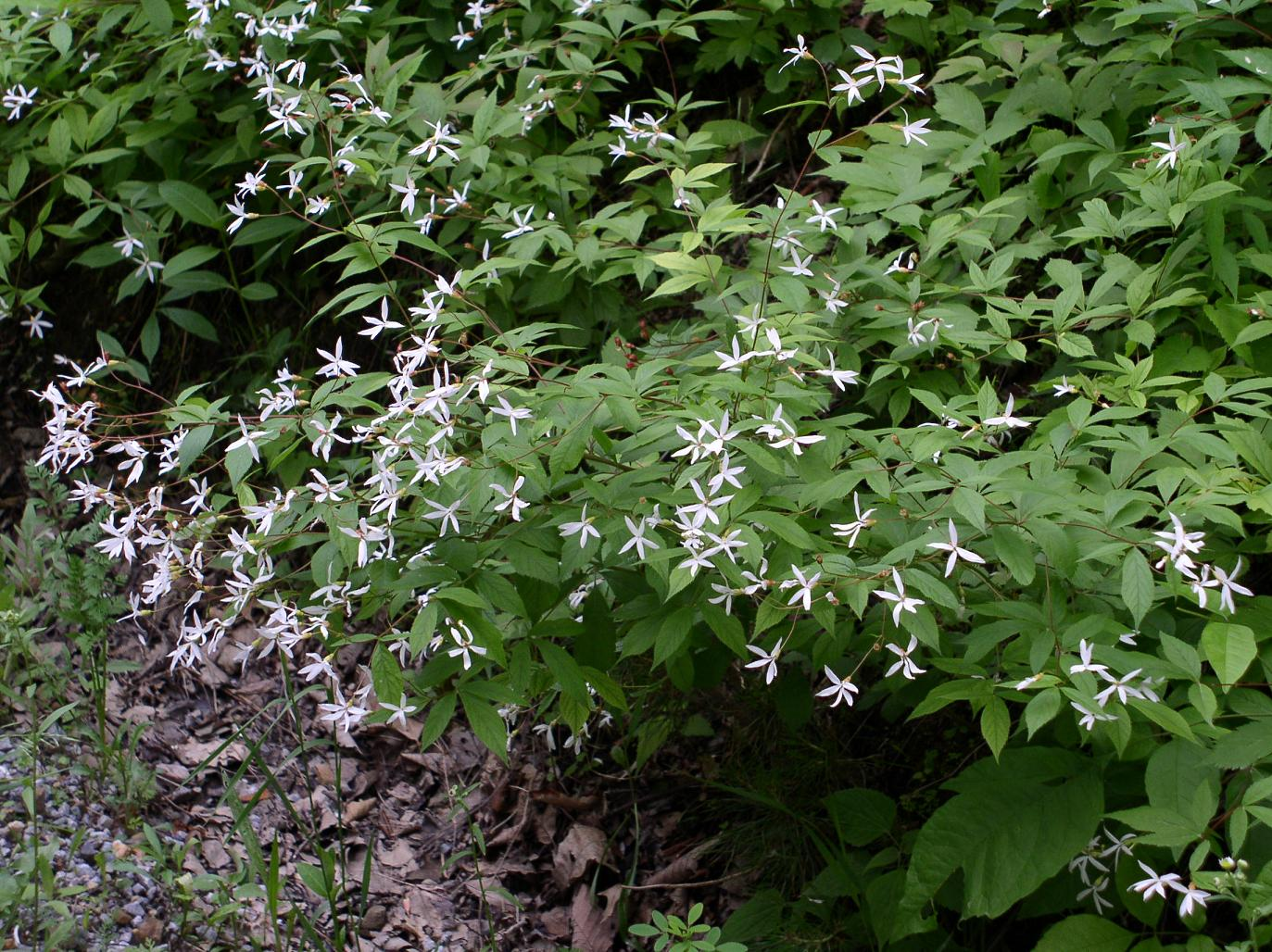
Gillenia trifoliata, Unterfamilie Spiraeoideae

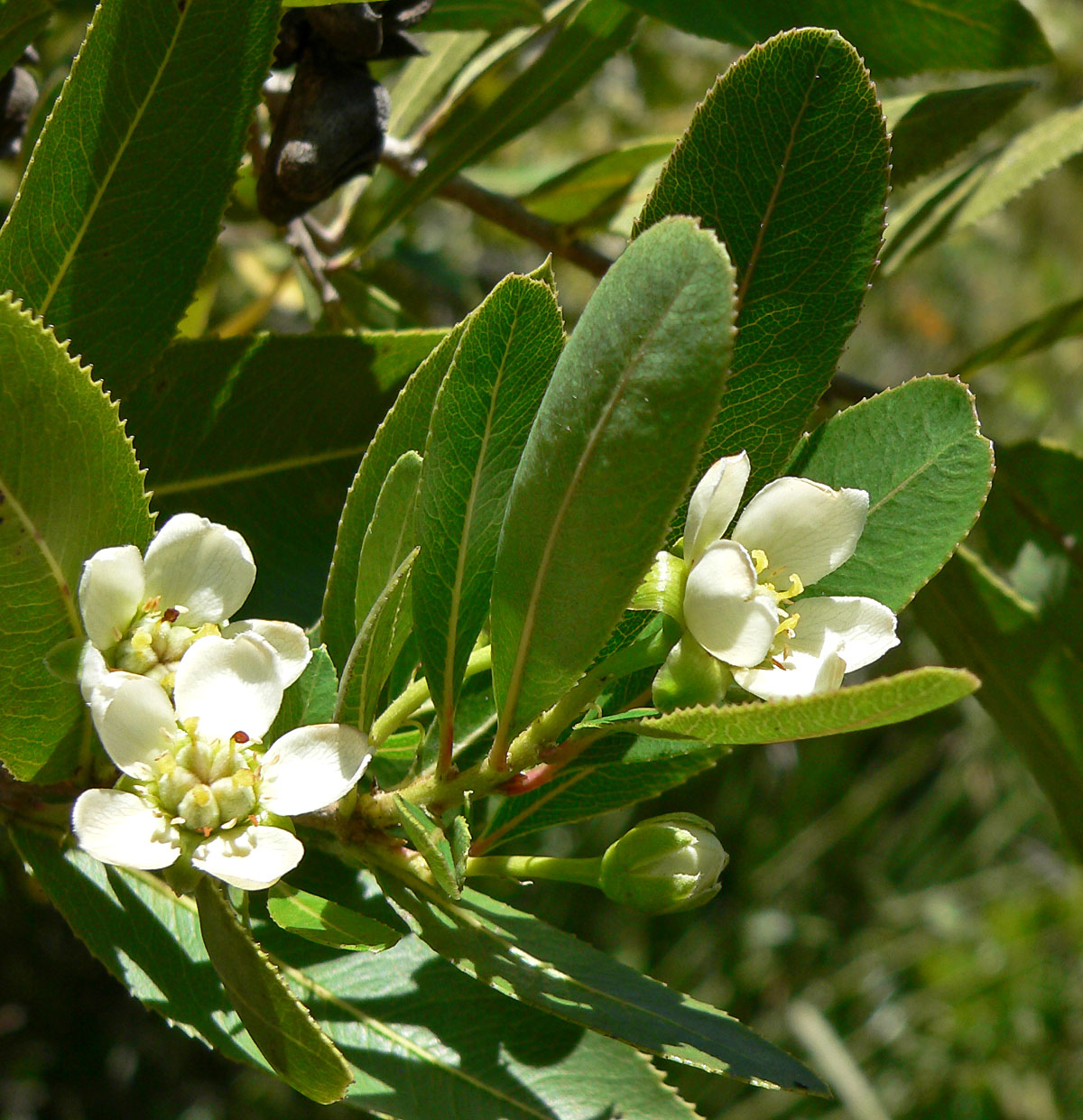
Kageneckia oblonga, Tribus Pyreae

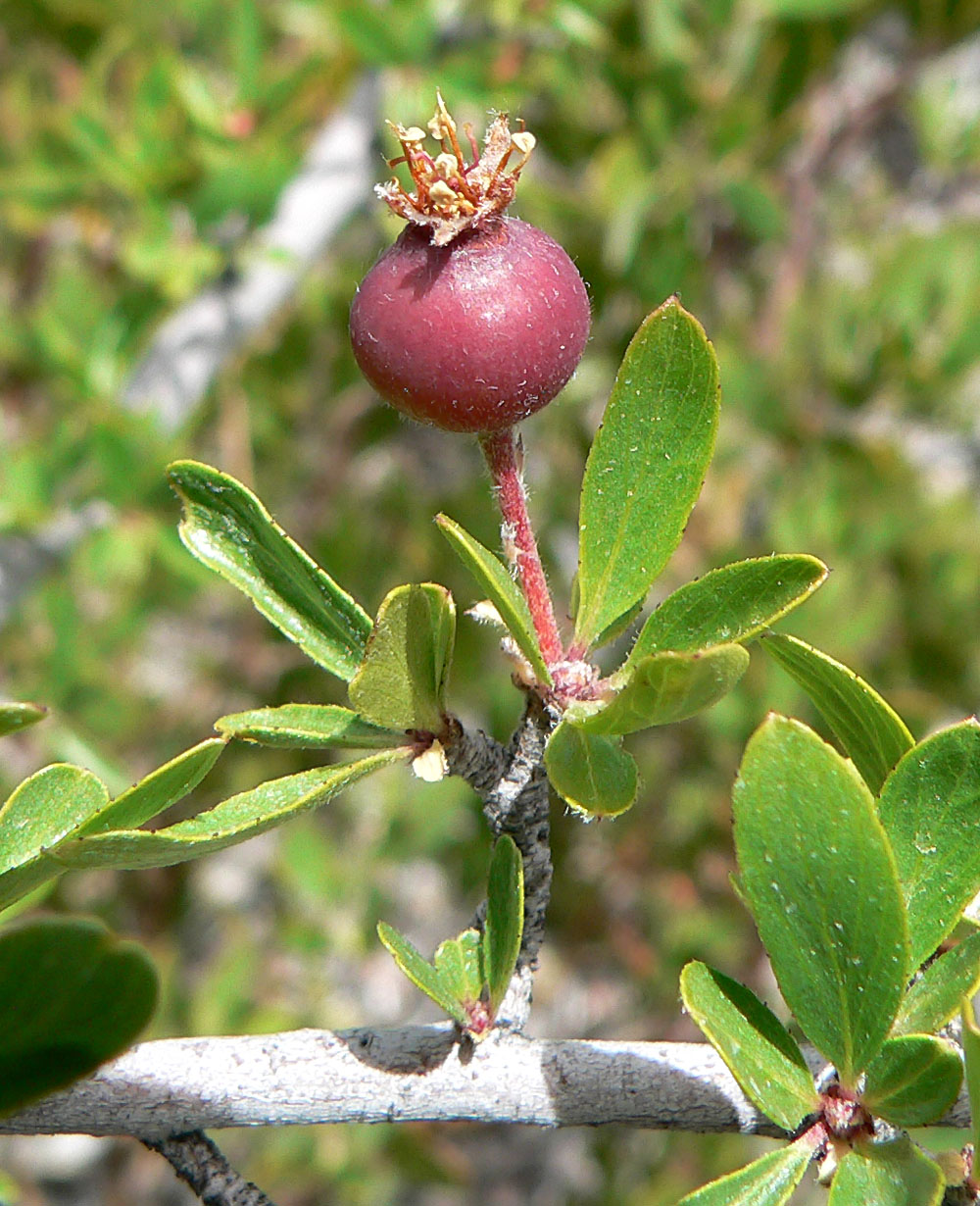
Peraphyllum ramosissimum, Tribus Pyreae

| - Unterfamilie Rosoideae: - Mädesüß (Filipendula Mill.): Die etwa 17 Arten sind in den nördlichen gemäßigten Zonen verbreitet. - Supertribus Rosodae: - Rosen (Rosa L.): Die wohl mehr als 150 Arten kommen von den nördlichen gemäßigten Zonen bis zu tropischen Gebirgen vor. - Rubus L. (Brombeerenarten (Rubus fruticosus, Rubus ulmifolius usw.), Himbeere (Rubus idaeus) etc.): Die insgesamt mehreren tausend Arten und apomiktischen Arten kommen fast weltweit vor. - Tribus Sanguisorbeae de Candolle: - Subtribus Agrimoniinae: - Odermennige (Agrimonia L.): Die etwa 15 Arten sind in den nördlichen gemäßigten Zonen verbreitet. - Aremonia Necker ex DC.: Sie enthält nur eine Art: - Aremonia agrimonoides (L.) DC.: Diese kommt in Mittel- und Südosteuropa vor. - Hagenia J.F.Gmelin: Sie enthält nur eine Art: - Hagenia abyssinica (Bruce) J.F.Gmelin: Sie gedeiht in den Bergen Ostafrikas. - Leucosidea Ecklon & Zeyher: Sie enthält nur eine Art: - Leucosidea sericea Ecklon & Zeyher: Sie kommt nur in Südafrika vor. - Spenceria Trimen: Sie enthält nur eine Art: - Spenceria ramalana Trimen: Sie kommt mit drei Varietäten in Bhutan und in den chinesischen Provinzen Sichuan, Xizang sowie Yunnan vor. - Subtribus Sanguisorbinae: - Stachelnüsschen (Acaena Mutis ex L.): Die mindestens 30 Arten kommen von der Südhalbkugel nördlich bis Kalifornien und Hawaii vor. Einige Arten sind in einigen Gebieten der Welt Neophyten. - Cliffortia L.: Die mindestens 23 bis über 100 Arten sind in Afrika verbreitet. - Margyricarpus Ruiz & Pavón (inkl. Tetraglochin Poeppig): Sie enthält nur zwei Arten von Margyricarpus und sieben von Tetraglochin, die alle aus Südamerika stammen. - Polylepis Ruiz & Pavón: Die etwa 27 Arten von Sträuchern und Bäumen gedeihen in den Anden bis in Höhenlagen von 5000 Meter. Sie sind damit die am höchsten steigenden unter den holzigen Angiospermen - Wiesenknopf (Sanguisorba L.): Die etwa neun Arten sind in den gemäßigten Gebieten der Nordhalbkugel verbreitet. - Poteridium Spach: Sie wird von manchen Autoren auch zu Sanguisorba gestellt. Sie enthält nur eine Art: - Poteridium annuum (Nutt.) Spach (Syn.: Sanguisorba annua (Nutt.) Nutt., Poterium annuum Nutt., Sanguisorba occidentalis Nutt.): Sie kommt im westlichen Nordamerika von Kalifornien bis British Columbia und Montana vor. - Poterium L. (inkl. Bencomia Webb & Berth., Marcetella Svent., Dendriopoterium Svent., Sarcopoterium Spach): Die insgesamt etwa sechs Arten kommen beispielsweise im Mittelmeerraum und auf den Kanaren vor. - Tribus Potentilleae Sweet: - Fingerkräuter (Potentilla L.) (Syn.: Argentina Hill, Comarella Rydb., Duchesnea Sm., Horkelia Cham. & Schltdl., Horkeliella (Rydb.) Rydb., Ivesia Torr. & A.Gray, Purpusia Brandegee, Stellariopsis (Baill.) Rydb.): Die etwa 180 bis 500 Arten sind hauptsächlich auf der Nordhalbkugel verbreitet. - Subtribus Fragariinae: - Frauenmantel (Alchemilla L.) (inkl. Ackerfrauenmantel (Aphanes L.), Lachemilla (Focke) Rydb., Zygalchemilla Rydb.): Die 130 bis 250 Arten kommen von der Nordhalbkugel bis zu den tropischen Gebirgen vor. - Chamaerhodos Bunge: Die etwa sechs Arten sind in Zentralasien und Nordamerika verbreitet. - Comarum L. (Syn.: Farinopsis Chrtek & Soják): Die nur etwa fünf Arten kommen in gemäßigten Gebieten der Nordhalbkugel vor; zwei davon in China. Darunter: - Sumpf-Blutauge (Comarum palustre L., Syn.: Potentilla palustris (L.) Scop.) - Dasiphora Raf.: Die fünf bis sieben Arten sind in den nördlichen gemäßigten sowie arktischen Zonen verbreitet. Darunter: - Fingerstrauch (Dasiphora fruticosa (L.) Rydb., Syn.: Potentilla fruticosa L.) - Drymocallis Fourr. ex Rydb.: Die etwa 30 Arten sind in gemäßigten Gebieten der Nordhalbkugel verbreitet. Darunter: - Felsen-Fingerkraut (Drymocallis rupestris (L.) Soják, Syn.: Potentilla rupestris L.) - Erdbeeren (Fragaria L.): Die etwa 16 Arten kommen hauptsächlich auf der Nordhalbkugel und in Chile vor. - Potaninia Maxim.: Sie enthält nur eine Art: - Potaninia mongolica Maxim.: Sie kommt in der Mongolei vor. - Gelblinge (Sibbaldia L., Syn.: Sibbaldianthe Juz., Sibbaldiopsis Rydb., Schistophyllidium (Juz. ex Fed.) Ikonn.): Die je nach Autor 6 bis 19 Arten sind auf der Nordhalbkugel verbreitet. Darunter: - Gelbling (Sibbaldia procumbens L.) - Tribus Colurieae Rydberg: - Fallugia Endl.: Die etwa zwei Arten kommen im südwestlichen Nordamerika vor. - Nelkenwurzen (Geum L.) (inkl. Acomastylis Greene, Novosieversia F.Bolle, Oncostylus (Schltdl.) F.Bolle, Orthurus Juz., Taihangia T.T.Yu & C.L.Li, Coluria R.Br., Waldsteinien (Waldsteinia Willd.)), mit etwa 30 Arten in den gemäßigten Zonen - Sieversia Willd.: Es gibt höchstens zwei Arten, die oft in die Gattung Geum gestellt werden. - Unterfamilie Dryadoideae: - Cercocarpus Kunth: Die etwa neun Arten kommen in Nordamerika vor. - Chamaebatia Benth.: Sie enthält nur eine Art: - Chamaebatia millefolium (Torr.) Maxim.: Sie kommt in Kalifornien, Oregon, südlichen Idaho, Utah sowie Arizona vor. - Silberwurzen (Dryas L.): Die je nach Autor 3 bis 14 Arten gedeihen in den Bergen der nördlichen arktisch und gemäßigten Zonen. - Purshia DC. ex Poir. (Syn.: Cowania D.Don): Die etwa fünf Arten kommen in Nordamerika vor. - Unterfamilie Spiraeoideae: - Lyonothamnus A. Gray: Sie enthält nur eine Art: - Lyonothamnus floribundus A.Gray: Sie kommt nur auf Inseln vor der kalifornischen Küste vor. - Tribus Amygdaleae (Steinobstgewächse, früher Unterfamilie Amygdaloideae): - Prunus L. (Pflaumen und Kirschen inkl. Armeniaca Scop., Cerasus Mill., Amygdalus L., Padus Mill., Laurocerasus M.Roem., Pygeum Gaertn., Maddenia Hook. f. & Thomson): Die 80 bis 400 Arten sind in den gemäßigten Zonen verbreitet. - Tribus Sorbarieae Rydberg: - Adenostoma Hook. & Arn.: Die nur zwei Arten kommen nur in Kalifornien und Baja California vor. - Chamaebatiaria (Porter ex W.H.Brewer & S.Watson) Maxim.: Sie enthält nur eine Art: - Chamaebatiaria millefolium (Torr.) Maxim.: Sie kommt in Kalifornien vor. - Fiederspieren (Sorbaria (Ser.) A.Braun): Die etwa neun Arten sind im gemäßigten Asien verbreitet; in China kommen drei Arten vor, zwei davon nur dort. - Spiraeanthus (Fisch. & C.A.Mey.) Maxim.: Sie enthält nur eine Art: - Spiraeanthus schrenckianus (Fisch. & C.A.Mey.) Maxim.: Dieser Endemit kommt nur in Teilen der Karatau-Berge und Betpak-Dala-Wüste in Kasachstan vor. - Tribus Spiraeeae de Candolle: - Geißbärte (Aruncus L.): Je nach Autor ein bis sechs schwer zu unterscheidende Arten in den nördlichen gemäßigten Breiten. - Holodiscus (K.Koch) Maxim.: Die drei bis fünf Arten kommen in der Neuen Welt vor. - Kelseya (S.Watson) Rydb.: Sie enthält nur eine Art: - Kelseya uniflora (S.Watson) Rydb.: Sie kommt in Nordamerika vor. - Luetkea Bong.: Sie enthält nur eine Art: - Luetkea pectinata (Pursh) Kuntze: Sie ist im westlichen Nordamerika von Alaska bis Kalifornien beheimatet. - Petrophytum (Nutt. ex Torr. & A.Gray) Rydb.: Die etwa vier Arten kommen im westlichen Nordamerika vor. - Sibiraea Maxim.: Die etwa fünf Arten kommen in Europa und Westasien vor. - Spiersträucher (Spiraea L.): Die 50 bis 80 Arten sind auf der Nordhalbkugel weit verbreitet. - Xerospiraea Henrickson: Sie enthält nur eine Art: - Xerospiraea hartwegiana (Rydb.) Henrickson: Sie ist in Mexiko beheimatet. - Tribus Neillieae Maximowicz: - Traubenspieren (Neillia D.Don, inkl. Stephanandra Siebold & Zucc.): Die etwa 17 Arten sind in Zentralasien, im östlichen Asien und Südostasien verbreitet. - Physocarpus (Cambess.) Raf.: Von den etwa zehn Arten sind neun in Nordamerika und eine im nordöstlichen Asien beheimatet. - Supertribus Kerriodae: - Tribus Kerrieae Focke: - Coleogyne Torr.: Sie enthält nur eine Art: - Coleogyne ramosissima Torr.: Sie ist von Kalifornien bis Colorado und New Mexico verbreitet. - Kerria DC.: Sie enthält nur eine Art: - Kerria japonica (L.) DC.: Sie stammt aus China und Japan und wird in den gemäßigten Breiten als Zierpflanze verwendet. - Neviusia A.Gray: Die nur zwei Arten kommen in Kalifornien und in den südöstlichen USA vor. - Rhodotypos Siebold & Zucc.: Sie enthält nur eine Art: - Rhodotypos scandens (Thunb.) Makino: Sie ist in China, Korea und Japan beheimatet. - Tribus Osmaronieae Rydberg: - Exochorda Lindl.: Die etwa vier Arten sind im zentralen und östlichen Asien verbreitet. In China kommen drei Arten vor, zwei davon nur dort. - Oemleria Rchb.: Sie enthält nur eine Art: - Oemleria cerasiformis (Torr. & A.Gray ex Hook. & Arn.) J.W.Landon: Sie ist im westlichen Nordamerika beheimatet. - Dornkirschen (Prinsepia Royle, Syn.: Plagiospermum Oliv., Sinoplagiospermum Rauschert): Die etwa fünf Arten sind im östlichen Asien verbreitet. - Supertribus Pyrodae: - Gillenia Moench: Die nur zwei Arten sind in Ontario und den östlichen USA verbreitet. - Tribus Pyreae: - Kageneckia Ruiz & Pav.: Die etwa drei Arten sind in Südamerika von Bolivien, Peru und Chile bis Argentinien verbreitet. - Lindleya Kunth: Sie enthält nur eine Art: - Lindleya mespiloides Kunth: Sie kommt nur im mexikanischen Oaxaca vor. - Vauquelinia Corrêa ex Humb. & Bonpl.: Die nur zwei Arten kommen in den südlichen USA (Arizona, Texas, New Mexico) und in Mexiko vor. - Subtribus Pyrinae (Kernobstgewächse, früher Maloideae): - Felsenbirnen (Amelanchier Medik.): Die etwa 25 Arten sind in Eurasien und Nordamerika weit verbreitet. - Aria (Pers.) Host, mit höchstens einer Art, die in China vorkommt, aber auch zu Sorbus gestellt wird: - Aria griffithii (Decne.) H.Ohashi & H.Iketani - Apfelbeeren (Aronia Medik.): Die drei bis neun Arten sind im östlichen Nordamerika verbreitet. - Zierquitten (Chaenomeles Lindl.): Die etwa fünf Arten sind im östlichen Asien verbreitet. In China kommen alle fünf Arten vor, drei davon nur dort. - Chamaemeles Lindl.: Es gibt nur eine Art: - Chamaemeles coriacea Lindl.. Sie auf kommt nur auf Madeira, Porto Santo und Deserta vor. - Chamaemespilus Medik.: Es gibt nur eine Art: - Zwerg-Mehlbeere (Chamaemespilus alpina (Mill.) K.R.Robertson & J.B.Phipps): Sie kommt in Mittel- und Südeuropa vor; sie wird oft in die Gattung Sorbus gestellt. - Cormus Spach: Es gibt nur eine Art: - Speierling (Cormus domestica (L.) Spach): Sie kommt in Europa, Nordafrika und Westasien vor, und wird meist zu Sorbus gestellt. - Zwergmispeln (Cotoneaster Medik.): Die etwa 90 Arten (wenn man die Art weit fasst) kommen in Europa, im gemäßigten Nordafrika, in Asien (ohne Japan) und Mexiko vor. Die größte Artenvielfalt gibt es im südwestlichen China. In China kommen 59 vor, 37 davon nur dort. - Weißdorne (Crataegus L.): Die mindestens 1000 sind in den nördlichen gemäßigten Zonen weit verbreitet. Die größte Artenvielfalt gibt es in Nordamerika. - Cydonia Mill.: Sie enthält nur eine Art: - Quitte (Cydonia oblonga Mill.): Sie ist in Zentralasien beheimatet und ihre Sorten werden weltweit kultiviert. - Dichotomanthes Kurz: Sie enthält nur eine Art: - Dichotomanthes tristaniicarpa Kurz: Die drei Varietäten gedeihen in Mischwäldern, Rändern immergrüner Wälder und an Hängen in Höhenlagen von 1300 bis 2500 Meter nur in den chinesischen Provinzen Sichuan sowie Yunnan. - Docynia Decne.: Die etwa fünf Arten sind in Asien verbreitet. In China kommen zwei Arten vor, eine davon nur dort. - Docyniopsis (C.K.Schneid.) Koidz.: Es gibt höchstens zwei Arten, die in China und Myanmar vorkommen, die aber auch zu Malus gestellt werden - Wollmispeln (Eriobotrya Lindl.): Die etwa 30 Arten sind im östlichen Asien verbreitet. In China kommen 14 Arten vor, drei davon nur dort. - Eriolobus (DC.) M.Roem., mit nur einer Art, die in Südosteuropa und in Westasien vorkommt, die aber auch zu Malus gestellt wird: - Eriolobus trilobata (Poir.) M. Roem. - Hesperomeles Lindl.: Die mindestens zwölf Arten kommen von Mittelamerika bis Peru vor. - Heteromeles M.Roem.: Sie enthält nur eine Art: - Heteromeles arbutifolia (Lindl.) M.Roem.: Sie kommt von British Columbia über Kalifornien bis Mexiko vor. - Äpfel (Malus Mill.): Die etwa 55 Arten sind in den nördlichen gemäßigten Zonen weit verbreitet. In China kommen 25 Arten vor, 15 davon nur dort. - Malacomeles (Decne.) G.N.Jones (Syn.: Nagelia Lindl.): Sie ist in Nord- und Zentralamerika, von den südlichen USA bis Honduras sowie Guatemala verbreitet. Das Zentrum der Artenvielfalt ist mit fünf Arten Mexiko. Bei manchen Autoren sind diese Arten in Amelanchier enthalten. - Mespilus L., mit nur einer Art, der Mispel (Mespilus germanica), in Europa und Vorder- bis Mittelasien. Alternativ von einigen Taxonomen auch in die Gattung Crataegus gestellt. - Osteomeles Lindl.: Die etwa fünf Arten sind im östlichen Asien verbreitet. In China kommen drei Arten vor, eine davon nur dort. - Peraphyllum Nutt.: Es gibt nur eine Art: - Peraphyllum ramosissimum Nutt.: Sie kommt in Nordamerika vor, aber von manchen Autoren auch zu Amelanchier gestellt. - Glanzmispeln (Photinia Lindl.): Die etwa 60 Arten sind im östlichen und südlichen Asien sowie in Südostasien verbreitet; auch in Mexiko gibt es Arten. In China kommen 43 Arten vor, 32 davon nur dort. - Pseudocydonia (C.K.Schneid.) C.K.Schneid.: Es gibt nur eine Art: - Pseudocydonia sinensis (Thouin) C.K.Schneid.: Sie kommt in China vor, aber auch zu Chaenomeles gestellt. - Feuerdorn (Pyracantha M.Roem.): Die etwa zehn Arten sind von Südosteuropa bis ins östliche Asien verbreitet. In China kommen sieben Arten vor, fünf davon nur dort. - Birnen (Pyrus L.): Die etwa 25 Arten sind in Nordafrika und Eurasien verbreitet. In China kommen 14 Arten vor, acht davon nur dort. - Rhaphiolepis Lindl.: Die etwa 15 Arten sind im östlichen Asien verbreitet. In China kommen sieben Arten vor, drei davon nur dort. - Mehlbeeren (Sorbus L.): Die etwa 100 Arten sind in den gemäßigten Zonen der Nordhalbkugel verbreitet. In China kommen etwa 67 Arten vor, 43 davon nur dort. - Stranvaesia Lindl.: Die etwa sechs Arten sind von China und dem Himalaya bis Südostasien verbreitet. In China kommen fünf Arten vor, zwei davon nur dort. - Torminalis Medik.: Die höchstens zwei Arten kommen in Europa, Nordafrika und Vorderasien vor, sie werden aber auch zu Sorbus gestellt. |

Die traditionelle Untergliederung in die vier Unterfamilien Prunoideae, Pyrinae, Spiraeoideae und Rosoideae geht auf Wilhelm Olbers Focke 1888 zurück. Die Gliederung in Triben stammt in weiten Teilen von Karl Johann Maximowicz für Spiraeoideae (1879), Focke für Rosoideae (1888) und Bernhard Adalbert Emil Koehne für Maloideae (heute: Pyrinae) (1890), die Prunoideae wurden nie in Triben unterteilt. Eine Gliederung der Familie von John Hutchinson (1964) in 20 Triben ohne Unterfamilien konnte sich nicht durchsetzen. Die Revision der Familie 2007 mit der Eingliederung der bisherigen Unterfamilien Prunoideae und Pyrinae in die Spiraeoideae sowie der Aufstellung einer neuen Unterfamilie Dryadoideae hatte die Bildung monophyletischer Taxa zum Ziel.

## Fossilgeschichte

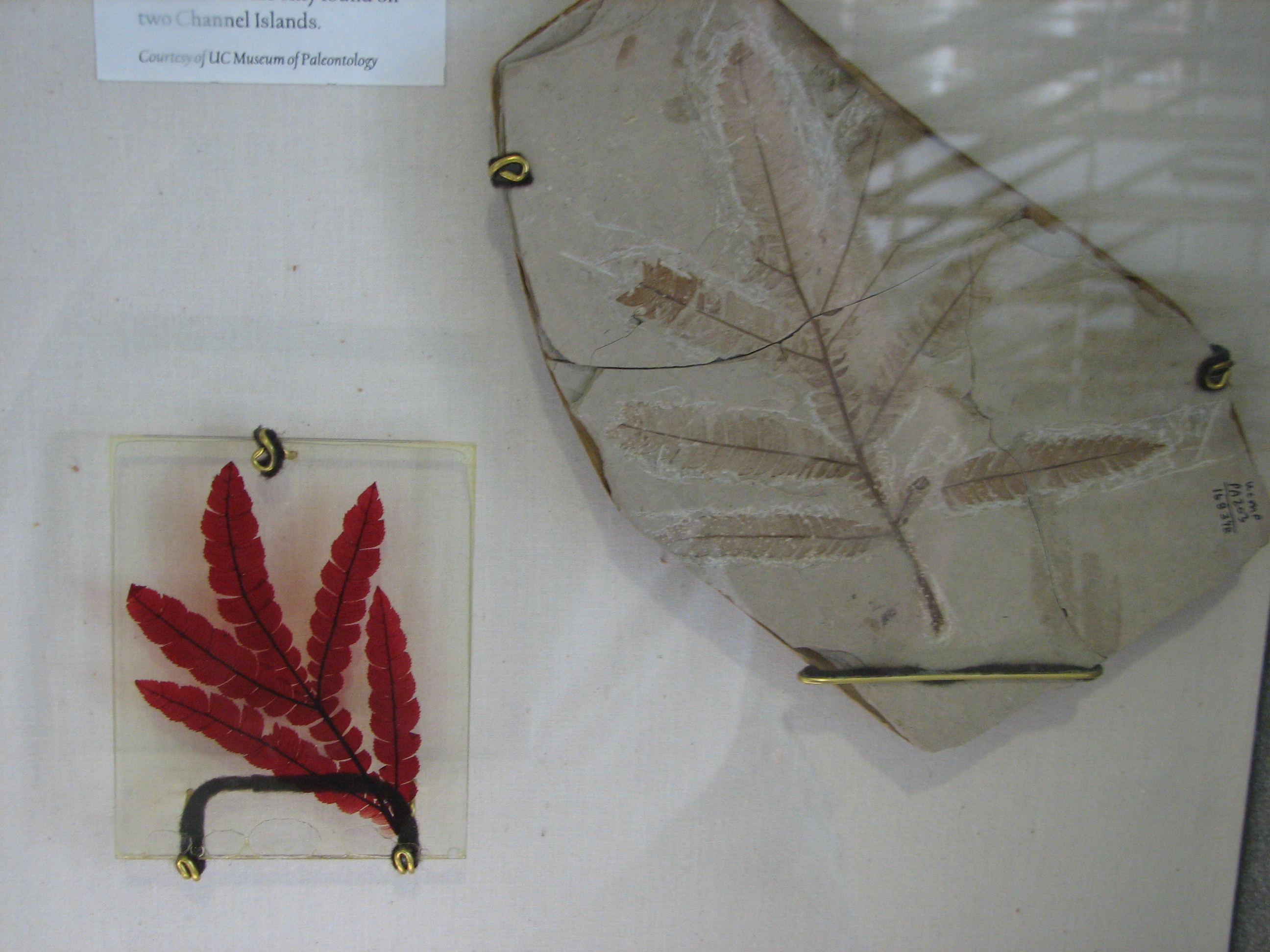
Fossiles (rechts) und rezentes (links) Blatt von Lyonothamnus

Die Rosaceae sind seit dem Eozän durch zahlreiche Fossilien aus Nordamerika und Europa gut belegt. Ab dem Neogen gibt es auch Funde aus Asien, der Arktis, Nordafrika und einigen Gondwana-Gebieten. Gut untersuchte Funde stammen aus den Okanagan Highlands (Rocky Mountains) aus dem frühen bis mittleren Eozän. Hier gibt es rezente Gattungen, die bereits im Eozän voll entwickelt sind, Arten, die rezenten Gattungen ähneln und ausgestorbene Gattungen, die in ihren Merkmalen höheren Taxa ähneln. Beispiele für letztere sind Paleorosa und Stonebergia. Auch die Gattung Prunus ist reichlich vertreten mit Fossilien, die heutigen Vertretern bereits sehr ähneln.
Von Paleorosa ist der älteste in situ Rosaceen-Pollen bekannt. Die morphologischen Merkmale der Gattung stehen zwischen den klassischen Unterfamilien Pyrinae und Spiraeoideae. Die Früchte von Quintacava ähneln den Kernobstgewächsen. Heute weitverbreitete Gattungen, die ebenfalls seit dem Eozän belegt sind, sind beispielsweise Rubus, Crataegus und Sorbus.
Im Neogen sind die Rosengewächse in Europa ein wichtiges Florenelement. Weit verbreitete Gattungen sind hier Rosa, Crataegus, Rubus, Mespilus, Sorbus und Prunus.

## Weiterführende Literatur
- Jana C. Vamosi, Timothy A. Dickinson: Polyploidy and diversification: A phylogenetic investigation in rosaceae. In: International Journal of Plant Sciences Volume 167, Issue 2, 2006, S. 349–358. online.
- Kim E. Hummer, Jules Janick: Rosaceae: taxonomy, economic importance, genomics. S. 1–17. In: Kevin M. Folta, Susan E. Gardiner (Hrsg.): Genetics and Genomics of Rosaceae. Springer. New York, USA, 2009.
- J. B. Phipps: Flora of North America North of Mexico, Volume 9: Magnoliophyta: Picramniaceae to Rosaceae. New York and Oxford, Oxford University Press, 2014.
- Yezi Xiang, Chien-Hsun Huang, Yi Hu, Jun Wen, Shisheng Li, Tingshuang Yi, Hongyi Chen, Jun Xiang, Hong Ma: Evolution of Rosaceae fruit types based on nuclear phylogeny in the context of geological times and genome duplication. In: Molecular Biology and Evolution Volume 34, Issue 2, 2017, S. 262–281. doi:10.1093/molbev/msw242